# バレーボール2013/14Vチャレンジリーグ
バレーボール 2013/14 Vチャレンジリーグ（バレーボール 2013/14 ブイチャレンジリーグ）は、2013年12月7日から2014年3月30日にかけて行われたV・チャレンジリーグの大会である。

## 概要

### 日程
- 男子:2013年12月7日 - 2014年3月30日
- 女子:2013年12月7日 - 2014年3月23日

### 試合方法
男女ともに2回戦総当たりのリーグ戦を行い、優勝チームを決定する。

### キャッチコピー
公募により、「Vリーグ20年 〜未来につながる感動を〜」に決まった。

### アンバサダー
石川梨華、吉澤ひとみ、沼田さくらの3名が排球大使（アンバサダー）に任命された。2014年1月に山本隆弘も任命された。同年3月には大山加奈が追加任命された。同年4月には荻野正二が追加任命された。

## 男子

### 参加チーム
| 前回順位 | チーム名                           | 備考                                         |
| -------- | ---------------------------------- | -------------------------------------------- |
| -        | 大分三好ヴァイセアドラー           | プレミアリーグから降格 前年プレミアリーグ8位 |
| 2        | つくばユナイテッドSun GAIA         |                                              |
| 3        | 警視庁フォートファイターズ         |                                              |
| 4        | 富士通カワサキレッドスピリッツ     |                                              |
| 5        | 東京ヴェルディ                     |                                              |
| 6        | 大同特殊鋼レッドスター             |                                              |
| 7        | 近畿クラブスフィーダ               |                                              |
| 8        | 兵庫デルフィーノ                   |                                              |
| 9        | きんでんトリニティーブリッツ       |                                              |
| 10       | トヨタ自動車サンホークス           |                                              |
| 11       | 東京トヨペット・グリーンスパークル |                                              |

### 1Leg

#### 12月7日
| #701 | 2013年12月7日 11:00 |                                          |                               |                                |                                                                                    |
| #701 | 2013年12月7日 11:00 | 富士通カワサキ・レッドスピリッツ （1勝） | 3 - 0 (25-23) (28-26) (26-24) | 近畿クラブ・スフィーダ （1敗） | 川崎市とどろきアリーナ（サブアリーナ） 観客数: 359人 主審: 野村考一 副審: 早坂行博 |
| #701 | 2013年12月7日 11:00 |                                          |                               |                                | 川崎市とどろきアリーナ（サブアリーナ） 観客数: 359人 主審: 野村考一 副審: 早坂行博 |

| #702 | 2013年12月7日 13:10 |                                |                               |                                            |                                                                                    |
| #702 | 2013年12月7日 13:10 | 大同特殊鋼レッドスター （1勝） | 3 - 0 (25-21) (25-16) (25-17) | 東京トヨペット・グリーンスパークル （1敗） | 川崎市とどろきアリーナ（サブアリーナ） 観客数: 335人 主審: 高野淳志 副審: 小川浩二 |
| #702 | 2013年12月7日 13:10 |                                |                               |                                            | 川崎市とどろきアリーナ（サブアリーナ） 観客数: 335人 主審: 高野淳志 副審: 小川浩二 |

| #703 | 2013年12月7日 15:06 |                                    |                                       |                          |                                                                                    |
| #703 | 2013年12月7日 15:06 | 警視庁フォートファイターズ （1勝） | 3 - 3 (25-20) (17-25) (25-21) (25-17) | 兵庫デルフィーノ （1敗） | 川崎市とどろきアリーナ（サブアリーナ） 観客数: 307人 主審: 赤川孝義 副審: 浜野陽一 |
| #703 | 2013年12月7日 15:06 |                                    |                                       |                          | 川崎市とどろきアリーナ（サブアリーナ） 観客数: 307人 主審: 赤川孝義 副審: 浜野陽一 |

#### 12月8日
| #704 | 2013年12月8日 11:00 |                                  |                                              |                                      |                                                                                    |
| #704 | 2013年12月8日 11:00 | 大分三好ヴァイセアドラー （1勝） | 3 - 2 (22-25) (20-25) (25-15) (25-19) (15-5) | きんでんトリニティーブリッツ （1敗） | 川崎市とどろきアリーナ（サブアリーナ） 観客数: 379人 主審: 早坂行博 副審: 宮城智哉 |
| #704 | 2013年12月8日 11:00 |                                  |                                              |                                      | 川崎市とどろきアリーナ（サブアリーナ） 観客数: 379人 主審: 早坂行博 副審: 宮城智哉 |

| #705 | 2013年12月8日 13:30 |                                   |                               |                                            |                                                                                    |
| #705 | 2013年12月8日 13:30 | 近畿クラブ・スフィーダ （1勝1敗） | 3 - 0 (25-14) (25-20) (25-19) | 東京トヨペット・グリーンスパークル （2敗） | 川崎市とどろきアリーナ（サブアリーナ） 観客数: 307人 主審: 高野淳志 副審: 小川浩二 |
| #705 | 2013年12月8日 13:30 |                                   |                               |                                            | 川崎市とどろきアリーナ（サブアリーナ） 観客数: 307人 主審: 高野淳志 副審: 小川浩二 |

| #706 | 2013年12月8日 15:20 |                                          |                                       |                                   |                                                                                    |
| #706 | 2013年12月8日 15:20 | 富士通カワサキ・レッドスピリッツ （2勝） | 3 - 1 (18-25) (25-20) (25-15) (25-22) | 大同特殊鋼レッドスター （1勝1敗） | 川崎市とどろきアリーナ（サブアリーナ） 観客数: 480人 主審: 野村考一 副審: 赤川孝義 |
| #706 | 2013年12月8日 15:20 |                                          |                                       |                                   | 川崎市とどろきアリーナ（サブアリーナ） 観客数: 480人 主審: 野村考一 副審: 赤川孝義 |

#### 12月21日
| #707 | 2013年12月21日 13:02 |                                    |                                       |                                  |                                                                      |
| #707 | 2013年12月21日 13:02 | つくばユナイテッドSun GAIA （1勝） | 3 - 1 (25-18) (25-21) (22-25) (25-17) | トヨタ自動車サンホークス （1敗） | 桜井市芝運動公園総合体育館 観客数: 600人 主審: 城智久 副審: 宮田裕記 |
| #707 | 2013年12月21日 13:02 |                                    |                                       |                                  | 桜井市芝運動公園総合体育館 観客数: 600人 主審: 城智久 副審: 宮田裕記 |

| #708 | 2013年12月21日 15:28 |                                      |                               |                                          |                                                                        |
| #708 | 2013年12月21日 15:28 | きんでんトリニティーブリッツ （2敗） | 0 - 3 (24-26) (22-25) (23-25) | 富士通カワサキ・レッドスピリッツ （3勝） | 桜井市芝運動公園総合体育館 観客数: 700人 主審: 佐々木伸子 副審: 岡田崇 |
| #708 | 2013年12月21日 15:28 |                                      |                               |                                          | 桜井市芝運動公園総合体育館 観客数: 700人 主審: 佐々木伸子 副審: 岡田崇 |

| #709 | 2013年12月21日 13:00 |                                    |                                               |                        |                                                          |
| #709 | 2013年12月21日 13:00 | 警視庁フォートファイターズ （2勝） | 2 - 3 (25-23) (22-25) (26-24) (22-25) (16-18) | 東京ヴェルディ （1敗） | コンパルホール 観客数: 720人 主審: 国頭亮太 副審: 田中亘 |
| #709 | 2013年12月21日 13:00 |                                    |                                               |                        | コンパルホール 観客数: 720人 主審: 国頭亮太 副審: 田中亘 |

| #710 | 2013年12月21日 15:45 |                                  |                       |                                            |                                                            |
| #710 | 2013年12月21日 15:45 | 大分三好ヴァイセアドラー （2勝） | 3 - 0 (25-14) (25-15) | 東京トヨペット・グリーンスパークル （3敗） | コンパルホール 観客数: 824人 主審: 川尻康行 副審: 平田敬基 |
| #710 | 2013年12月21日 15:45 |                                  |                       |                                            | コンパルホール 観客数: 824人 主審: 川尻康行 副審: 平田敬基 |

#### 12月22日
| #711 | 2013年12月22日 12:00 |                                   |                               |                                     |                                                                    |
| #711 | 2013年12月22日 12:00 | 近畿クラブ・スフィーダ （1勝2敗） | 0 - 3 (19-25) (25-27) (19-25) | トヨタ自動車サンホークス （1勝1敗） | 桜井市芝運動公園総合体育館 観客数: 800人 主審: 城智人 副審: 岡田崇 |
| #711 | 2013年12月22日 12:00 |                                   |                               |                                     | 桜井市芝運動公園総合体育館 観客数: 800人 主審: 城智人 副審: 岡田崇 |

| #712 | 2013年12月22日 14:03 |                                      |                               |                                    |                                                                          |
| #712 | 2013年12月22日 14:03 | きんでんトリニティーブリッツ （3敗） | 0 - 3 (21-25) (18-25) (16-25) | つくばユナイテッドSun GAIA （2勝） | 桜井市芝運動公園総合体育館 観客数: 800人 主審: 佐々木伸子 副審: 宮田裕記 |
| #712 | 2013年12月22日 14:03 |                                      |                               |                                    | 桜井市芝運動公園総合体育館 観客数: 800人 主審: 佐々木伸子 副審: 宮田裕記 |

| #713 | 2013年12月22日 12:00 |                                    |                                       |                                            |                                                          |
| #713 | 2013年12月22日 12:00 | 警視庁フォートファイターズ （3勝） | 3 - 1 (25-20) (23-25) (25-17) (25-12) | 東京トヨペット・グリーンスパークル （4敗） | コンパルホール 観客数: 744人 主審: 川尻康行 副審: 田中亘 |
| #713 | 2013年12月22日 12:00 |                                    |                                       |                                            | コンパルホール 観客数: 744人 主審: 川尻康行 副審: 田中亘 |

| #714 | 2013年12月22日 14:25 |                                  |                                               |                        |                                                            |
| #714 | 2013年12月22日 14:25 | 大分三好ヴァイセアドラー （3勝） | 3 - 2 (23-25) (22-25) (25-17) (25-18) (17-15) | 東京ヴェルディ （2敗） | コンパルホール 観客数: 884人 主審: 国頭亮太 副審: 平田敬基 |
| #714 | 2013年12月22日 14:25 |                                  |                                               |                        | コンパルホール 観客数: 884人 主審: 国頭亮太 副審: 平田敬基 |

#### 1月11日
| #715 | 2014年1月11日 12:00 |                                          |                                       |                                     |                                                                |
| #715 | 2014年1月11日 12:00 | 富士通カワサキ・レッドスピリッツ （4勝） | 3 - 1 (23-25) (25-23) (25-19) (25-16) | トヨタ自動車サンホークス （1勝2敗） | 小平市民総合体育館 観客数: 250人 主審: 中西幸治 副審: 慈眼雅啓 |
| #715 | 2014年1月11日 12:00 |                                          |                                       |                                     | 小平市民総合体育館 観客数: 250人 主審: 中西幸治 副審: 慈眼雅啓 |

| #716 | 2014年1月11日 14:15 |                                            |                             |                                    |                                                                |
| #716 | 2014年1月11日 14:15 | 東京トヨペット・グリーンスパークル （5敗） | 0 - 3 (14-25) (5-25) (9-25) | つくばユナイテッドSun GAIA （3勝） | 小平市民総合体育館 観客数: 200人 主審: 小瀧健二 副審: 水間絵美 |
| #716 | 2014年1月11日 14:15 |                                            |                             |                                    | 小平市民総合体育館 観客数: 200人 主審: 小瀧健二 副審: 水間絵美 |

| #717 | 2014年1月11日 16:00 |                                    |                                       |                                   |                                                              |
| #717 | 2014年1月11日 16:00 | 警視庁フォートファイターズ （4勝） | 3 - 1 (25-21) (25-16) (23-25) (25-19) | 大同特殊鋼レッドスター （1勝2敗） | 小平市民総合体育館 観客数: 270人 主審: 濱中昌志 副審: 伊藤薫 |
| #717 | 2014年1月11日 16:00 |                                    |                                       |                                   | 小平市民総合体育館 観客数: 270人 主審: 濱中昌志 副審: 伊藤薫 |

#### 1月12日
| #718 | 2014年1月12日 12:00 |                                    |                                       |                                   |                                                              |
| #718 | 2014年1月12日 12:00 | つくばユナイテッドSun GAIA （4勝） | 3 - 1 (25-20) (24-26) (25-19) (25-17) | 大同特殊鋼レッドスター （1勝3敗） | 小平市民総合体育館 観客数: 170人 主審: 伊藤薫 副審: 中西幸治 |
| #718 | 2014年1月12日 12:00 |                                    |                                       |                                   | 小平市民総合体育館 観客数: 170人 主審: 伊藤薫 副審: 中西幸治 |

| #719 | 2014年1月12日 14:25 |                                    |                               |                                             |                                                                |
| #719 | 2014年1月12日 14:25 | 警視庁フォートファイターズ （5勝） | 3 - 0 (25-19) (25-23) (27-25) | 富士通カワサキ・レッドスピリッツ （4勝1敗） | 小平市民総合体育館 観客数: 300人 主審: 濱中昌志 副審: 小瀧健二 |
| #719 | 2014年1月12日 14:25 |                                    |                               |                                             | 小平市民総合体育館 観客数: 300人 主審: 濱中昌志 副審: 小瀧健二 |

| #720 | 2014年1月12日 12:00 |                        |                                       |                                         |                                                              |
| #720 | 2014年1月12日 12:00 | 東京ヴェルディ （3敗） | 1 - 3 (25-22) (21-25) (20-25) (22-25) | きんでんトリニティーブリッツ （1勝3敗） | 近畿大学記念会館 観客数: 380人 主審: 浅見靖人 副審: 佐伯昌昭 |
| #720 | 2014年1月12日 12:00 |                        |                                       |                                         | 近畿大学記念会館 観客数: 380人 主審: 浅見靖人 副審: 佐伯昌昭 |

| #721 | 2014年1月12日 14:25 |                                   |                                               |                             |                                                                |
| #721 | 2014年1月12日 14:25 | 近畿クラブ・スフィーダ （1勝3敗） | 2 - 3 (25-20) (18-25) (25-20) (24-26) (13-15) | 兵庫デルフィーノ （1勝1敗） | 近畿大学記念会館 観客数: 450人 主審: 上土谷政高 副審: 山口岳夫 |
| #721 | 2014年1月12日 14:25 |                                   |                                               |                             | 近畿大学記念会館 観客数: 450人 主審: 上土谷政高 副審: 山口岳夫 |

#### 1月13日
| #722 | 2014年1月13日 12:00 |                                  |                               |                             |                                                                |
| #722 | 2014年1月13日 12:00 | 大分三好ヴァイセアドラー （4勝） | 3 - 0 (25-20) (25-15) (25-14) | 兵庫デルフィーノ （1勝2敗） | 近畿大学記念会館 観客数: 410人 主審: 佐伯昌昭 副審: 上土谷政高 |
| #722 | 2014年1月13日 12:00 |                                  |                               |                             | 近畿大学記念会館 観客数: 410人 主審: 佐伯昌昭 副審: 上土谷政高 |

| #723 | 2014年1月13日 14:00 |                                   |                                               |                           |                                                              |
| #723 | 2014年1月13日 14:00 | 近畿クラブ・スフィーダ （1勝4敗） | 2 - 3 (25-21) (21-25) (25-22) (22-25) (16-18) | 東京ヴェルディ （1勝3敗） | 近畿大学記念会館 観客数: 420人 主審: 浅見靖人 副審: 新道哲郎 |
| #723 | 2014年1月13日 14:00 |                                   |                                               |                           | 近畿大学記念会館 観客数: 420人 主審: 浅見靖人 副審: 新道哲郎 |

#### 1月18日
この日の試合はセントラル方式で、1会場2試合が同時進行で行われた。
| #724 | 2014年1月18日 11:00 |                                    |                               |                                   |                                                                              |
| #724 | 2014年1月18日 11:00 | つくばユナイテッドSun GAIA （5勝） | 3 - 0 (25-17) (25-22) (25-21) | 近畿クラブ・スフィーダ （1勝5敗） | トヨタスポーツセンター第一体育館 観客数: 120人 主審: 有乗正志 副審: 内藤聡美 |
| #724 | 2014年1月18日 11:00 |                                    |                               |                                   | トヨタスポーツセンター第一体育館 観客数: 120人 主審: 有乗正志 副審: 内藤聡美 |

| #725 | 2014年1月18日 13:00 |                                    |                               |                                         |                                                                          |
| #725 | 2014年1月18日 13:00 | 警視庁フォートファイターズ （6勝） | 3 - 0 (25-15) (25-20) (25-21) | きんでんトリニティーブリッツ （1勝4敗） | トヨタスポーツセンター第一体育館 観客数: 240人 主審: 大下孝 副審: 小松剛 |
| #725 | 2014年1月18日 13:00 |                                    |                               |                                         | トヨタスポーツセンター第一体育館 観客数: 240人 主審: 大下孝 副審: 小松剛 |

| #726 | 2014年1月18日 15:00 |                                     |                               |                                  |                                                                              |
| #726 | 2014年1月18日 15:00 | トヨタ自動車サンホークス （1勝3敗） | 0 - 3 (21-25) (14-25) (20-25) | 大分三好ヴァイセアドラー （5勝） | トヨタスポーツセンター第一体育館 観客数: 220人 主審: 吉岡奈々 副審: 北浦陽介 |
| #726 | 2014年1月18日 15:00 |                                     |                               |                                  | トヨタスポーツセンター第一体育館 観客数: 220人 主審: 吉岡奈々 副審: 北浦陽介 |

| #727 | 2014年1月18日 11:00 |                                             |                               |                             |                                                                              |
| #727 | 2014年1月18日 11:00 | 富士通カワサキ・レッドスピリッツ （5勝1敗） | 3 - 0 (25-14) (25-20) (25-16) | 兵庫デルフィーノ （1勝3敗） | トヨタスポーツセンター第一体育館 観客数: 120人 主審: 浅見靖人 副審: 河合和広 |
| #727 | 2014年1月18日 11:00 |                                             |                               |                             | トヨタスポーツセンター第一体育館 観客数: 120人 主審: 浅見靖人 副審: 河合和広 |

| #727 | 2014年1月18日 13:00 |                           |                                       |                                   |                                                                                |
| #727 | 2014年1月18日 13:00 | 東京ヴェルディ （2勝3敗） | 3 - 1 (25-14) (25-19) (23-25) (25-13) | 大同特殊鋼レッドスター （1勝4敗） | トヨタスポーツセンター第一体育館 観客数: 240人 主審: 中島俊昌 副審: 佐々木伸子 |
| #727 | 2014年1月18日 13:00 |                           |                                       |                                   | トヨタスポーツセンター第一体育館 観客数: 240人 主審: 中島俊昌 副審: 佐々木伸子 |

#### 1月19日
この日の試合はセントラル方式で、1会場2試合が同時進行で行われた。
| #729 | 2014年1月19日 11:00 |                                  |                                       |                                   |                                                                            |
| #729 | 2014年1月19日 11:00 | 大分三好ヴァイセアドラー （6勝） | 3 - 1 (25-18) (22-25) (25-16) (27-25) | 近畿クラブ・スフィーダ （1勝6敗） | トヨタスポーツセンター第一体育館 観客数: 170人 主審: 浅見靖人 副審: 小松剛 |
| #729 | 2014年1月19日 11:00 |                                  |                                       |                                   | トヨタスポーツセンター第一体育館 観客数: 170人 主審: 浅見靖人 副審: 小松剛 |

| #730 | 2014年1月19日 13:10 |                                    |                                               |                             |                                                                            |
| #730 | 2014年1月19日 13:10 | つくばユナイテッドSun GAIA （6勝） | 3 - 2 (25-10) (20-25) (23-25) (25-18) (15-10) | 兵庫デルフィーノ （1勝4敗） | トヨタスポーツセンター第一体育館 観客数: 180人 主審: 大下孝 副審: 内藤聡美 |
| #730 | 2014年1月19日 13:10 |                                    |                                               |                             | トヨタスポーツセンター第一体育館 観客数: 180人 主審: 大下孝 副審: 内藤聡美 |

| #731 | 2014年1月19日 15:40 |                                     |                                       |                                    |                                                                              |
| #731 | 2014年1月19日 15:40 | トヨタ自動車サンホークス （1勝4敗） | 1 - 3 (23-25) (25-22) (13-25) (15-25) | 警視庁フォートファイターズ （7勝） | トヨタスポーツセンター第一体育館 観客数: 180人 主審: 有乗正志 副審: 河合和広 |
| #731 | 2014年1月19日 15:40 |                                     |                                       |                                    | トヨタスポーツセンター第一体育館 観客数: 180人 主審: 有乗正志 副審: 河合和広 |

| #732 | 2014年1月19日 11:00 |                                   |                       |                                         |                                                                              |
| #732 | 2014年1月19日 11:00 | 大同特殊鋼レッドスター （1勝5敗） | 0 - 3 (20-25) (21-25) | きんでんトリニティーブリッツ （2勝4敗） | トヨタスポーツセンター第一体育館 観客数: 170人 主審: 中島俊昌 副審: 吉岡奈々 |
| #732 | 2014年1月19日 11:00 |                                   |                       |                                         | トヨタスポーツセンター第一体育館 観客数: 170人 主審: 中島俊昌 副審: 吉岡奈々 |

| #733 | 2014年1月19日 13:00 |                           |                                       |                                            |                                                                                |
| #733 | 2014年1月19日 13:00 | 東京ヴェルディ （3勝3敗） | 3 - 1 (25-18) (25-21) (24-26) (25-18) | 東京トヨペット・グリーンスパークル （6敗） | トヨタスポーツセンター第一体育館 観客数: 180人 主審: 佐々木伸子 副審: 北浦陽介 |
| #733 | 2014年1月19日 13:00 |                           |                                       |                                            | トヨタスポーツセンター第一体育館 観客数: 180人 主審: 佐々木伸子 副審: 北浦陽介 |

#### 1月25日
| #734 | 2014年1月25日 13:00 |                                         |                                       |                                            |                                                                              |
| #734 | 2014年1月25日 13:00 | きんでんトリニティーブリッツ （3勝4敗） | 3 - 1 (19-25) (25-17) (26-24) (25-23) | 東京トヨペット・グリーンスパークル （7敗） | 猪名川町文化体育館（イナホール） 観客数: 300人 主審: 横山寿一 副審: 高濱祐介 |
| #734 | 2014年1月25日 13:00 |                                         |                                       |                                            | 猪名川町文化体育館（イナホール） 観客数: 300人 主審: 横山寿一 副審: 高濱祐介 |

| #735 | 2014年1月25日 15:30 |                             |                                       |                                     |                                                                                |
| #735 | 2014年1月25日 15:30 | 兵庫デルフィーノ （1勝5敗） | 1 - 3 (25-22) (23-25) (19-25) (21-25) | トヨタ自動車サンホークス （2勝4敗） | 猪名川町文化体育館（イナホール） 観客数: 250人 主審: 前川清隆 副審: 橋本賀津郎 |
| #735 | 2014年1月25日 15:30 |                             |                                       |                                     | 猪名川町文化体育館（イナホール） 観客数: 250人 主審: 前川清隆 副審: 橋本賀津郎 |

#### 1月26日
| #736 | 2014年1月26日 12:00 |                                         |                               |                                     |                                                                              |
| #736 | 2014年1月26日 12:00 | きんでんトリニティーブリッツ （4勝4敗） | 3 - 0 (25-19) (25-22) (25-19) | トヨタ自動車サンホークス （2勝5敗） | 猪名川町文化体育館（イナホール） 観客数: 300人 主審: 横山寿一 副審: 高濱祐介 |
| #736 | 2014年1月26日 12:00 |                                         |                               |                                     | 猪名川町文化体育館（イナホール） 観客数: 300人 主審: 横山寿一 副審: 高濱祐介 |

| #737 | 2014年1月26日 14:00 |                             |                                               |                                            |                                                                                |
| #737 | 2014年1月26日 14:00 | 兵庫デルフィーノ （2勝5敗） | 3 - 2 (25-23) (16-25) (25-23) (16-25) (15-13) | 東京トヨペット・グリーンスパークル （8敗） | 猪名川町文化体育館（イナホール） 観客数: 250人 主審: 橋本賀津郎 副審: 前川清隆 |
| #737 | 2014年1月26日 14:00 |                             |                                               |                                            | 猪名川町文化体育館（イナホール） 観客数: 250人 主審: 橋本賀津郎 副審: 前川清隆 |

#### 2月1日
| #738 | 2014年2月1日 13:00 |                           |                               |                             |                                                                      |
| #738 | 2014年2月1日 13:00 | 東京ヴェルディ （4勝3敗） | 3 - 0 (25-13) (25-21) (25-18) | 兵庫デルフィーノ （2勝6敗） | 美山トレーニングセンター 観客数: 470人 主審: 有乗正志 副審: 野村恒人 |
| #738 | 2014年2月1日 13:00 |                           |                               |                             | 美山トレーニングセンター 観客数: 470人 主審: 有乗正志 副審: 野村恒人 |

| #739 | 2014年2月1日 15:00 |                                    |                                       |                                       |                                                                  |
| #739 | 2014年2月1日 15:00 | つくばユナイテッドSun GAIA （7勝） | 3 - 1 (19-25) (25-23) (28-26) (25-16) | 警視庁フォートファイターズ （7勝1敗） | 美山トレーニングセンター 観客数: 520人 主審: 森口豊 副審: 湶孝介 |
| #739 | 2014年2月1日 15:00 |                                    |                                       |                                       | 美山トレーニングセンター 観客数: 520人 主審: 森口豊 副審: 湶孝介 |

| #740 | 2014年2月1日 13:00 |                                             |                               |                                            |                                                              |
| #740 | 2014年2月1日 13:00 | 富士通カワサキ・レッドスピリッツ （6勝1敗） | 3 - 0 (25-20) (25-21) (25-19) | 東京トヨペット・グリーンスパークル （9敗） | 大同特殊鋼体育館 観客数: 165人 主審: 浅見靖人 副審: 重岡紀彦 |
| #740 | 2014年2月1日 13:00 |                                             |                               |                                            | 大同特殊鋼体育館 観客数: 165人 主審: 浅見靖人 副審: 重岡紀彦 |

| #741 | 2014年2月1日 15:00 |                                   |                               |                                  |                                                          |
| #741 | 2014年2月1日 15:00 | 大同特殊鋼レッドスター （1勝6敗） | 1 - 3 (20-25) (25-14) (21-25) | 大分三好ヴァイセアドラー （7勝） | 大同特殊鋼体育館 観客数: 370人 主審: 城智人 副審: 岡谷仁 |
| #741 | 2014年2月1日 15:00 |                                   |                               |                                  | 大同特殊鋼体育館 観客数: 370人 主審: 城智人 副審: 岡谷仁 |

#### 2月2日
| #742 | 2014年2月2日 12:00 |                                       |                                       |                                   |                                                                    |
| #742 | 2014年2月2日 12:00 | 警視庁フォートファイターズ （8勝1敗） | 3 - 1 (25-27) (25-18) (25-19) (25-18) | 近畿クラブ・スフィーダ （1勝7敗） | 美山トレーニングセンター 観客数: 450人 主審: 有乗正志 副審: 湶孝介 |
| #742 | 2014年2月2日 12:00 |                                       |                                       |                                   | 美山トレーニングセンター 観客数: 450人 主審: 有乗正志 副審: 湶孝介 |

| #743 | 2014年2月2日 14:25 |                                    |                                       |                           |                                                                    |
| #743 | 2014年2月2日 14:25 | つくばユナイテッドSun GAIA （8勝） | 3 - 1 (23-25) (25-22) (25-17) (25-23) | 東京ヴェルディ （4勝4敗） | 美山トレーニングセンター 観客数: 250人 主審: 森口豊 副審: 野村恒人 |
| #743 | 2014年2月2日 14:25 |                                    |                                       |                           | 美山トレーニングセンター 観客数: 250人 主審: 森口豊 副審: 野村恒人 |

| #744 | 2014年2月2日 12:00 |                                  |                                       |                                             |                                                              |
| #744 | 2014年2月2日 12:00 | 大分三好ヴァイセアドラー （8勝） | 3 - 1 (25-21) (21-25) (25-17) (25-21) | 富士通カワサキ・レッドスピリッツ （6勝2敗） | 大同特殊鋼体育館 観客数: 235人 主審: 浅見靖人 副審: 重岡紀彦 |
| #744 | 2014年2月2日 12:00 |                                  |                                       |                                             | 大同特殊鋼体育館 観客数: 235人 主審: 浅見靖人 副審: 重岡紀彦 |

| #745 | 2014年2月2日 14:25 |                                   |                               |                                     |                                                            |
| #745 | 2014年2月2日 14:25 | 大同特殊鋼レッドスター （2勝6敗） | 3 - 0 (25-13) (25-18) (25-14) | トヨタ自動車サンホークス （2勝6敗） | 大同特殊鋼体育館 観客数: 375人 主審: 城智人 副審: 村河里沙 |
| #745 | 2014年2月2日 14:25 |                                   |                               |                                     | 大同特殊鋼体育館 観客数: 375人 主審: 城智人 副審: 村河里沙 |

#### 2月8日
| #746 | 2014年2月8日 11:00 |                                     |                                               |                                       |                                                                                  |
| #746 | 2014年2月8日 11:00 | 大分三好ヴァイセアドラー （8勝1敗） | 2 - 3 (25-22) (24-26) (19-25) (25-18) (10-15) | 警視庁フォートファイターズ （9勝1敗） | サイバーダインアリーナ（つくばカピオ） 観客数: 255人 主審: 城智人 副審: 山崎公寛 |
| #746 | 2014年2月8日 11:00 |                                     |                                               |                                       | サイバーダインアリーナ（つくばカピオ） 観客数: 255人 主審: 城智人 副審: 山崎公寛 |

| #747 | 2014年2月8日 13:49 |                           |                               |                                     |                                                                                  |
| #747 | 2014年2月8日 13:49 | 東京ヴェルディ （5勝4敗） | 3 - 0 (25-14) (25-20) (25-22) | トヨタ自動車サンホークス （2勝7敗） | サイバーダインアリーナ（つくばカピオ） 観客数: 371人 主審: 伊藤薫 副審: 高橋直也 |
| #747 | 2014年2月8日 13:49 |                           |                               |                                     | サイバーダインアリーナ（つくばカピオ） 観客数: 371人 主審: 伊藤薫 副審: 高橋直也 |

| #748 | 2014年2月8日 15:35 |                                       |                                       |                                             |                                                                                    |
| #748 | 2014年2月8日 15:35 | つくばユナイテッドSun GAIA （8勝1敗） | 1 - 3 (26-24) (23-25) (16-25) (23-25) | 富士通カワサキ・レッドスピリッツ （7勝2敗） | サイバーダインアリーナ（つくばカピオ） 観客数: 398人 主審: 浅見靖人 副審: 赤川孝義 |
| #748 | 2014年2月8日 15:35 |                                       |                                       |                                             | サイバーダインアリーナ（つくばカピオ） 観客数: 398人 主審: 浅見靖人 副審: 赤川孝義 |

| #749 | 2014年2月8日 13:00 |                                   |                                       |                                   |                                                            |
| #749 | 2014年2月8日 13:00 | 大同特殊鋼レッドスター （3勝6敗） | 3 - 1 (29-27) (25-19) (22-25) (25-23) | 近畿クラブ・スフィーダ （1勝8敗） | 猫田記念体育館 観客数: 250人 主審: 國頭亮太 副審: 前川清隆 |
| #749 | 2014年2月8日 13:00 |                                   |                                       |                                   | 猫田記念体育館 観客数: 250人 主審: 國頭亮太 副審: 前川清隆 |

| #750 | 2014年2月8日 15:25 |                             |                                      |                                         |                                                              |
| #750 | 2014年2月8日 15:25 | 兵庫デルフィーノ （3勝6敗） | 3 - 2 (25-23) (25-17) (28-30) (15-5) | きんでんトリニティーブリッツ （4勝5敗） | 猫田記念体育館 観客数: 290人 主審: 須藤義宏 副審: 橋本賀津郎 |
| #750 | 2014年2月8日 15:25 |                             |                                      |                                         | 猫田記念体育館 観客数: 290人 主審: 須藤義宏 副審: 橋本賀津郎 |

#### 2月9日
| #751 | 2014年2月9日 11:00 |                                       |                                               |                                     |                                                                                |
| #751 | 2014年2月9日 11:00 | つくばユナイテッドSun GAIA （9勝1敗） | 3 - 2 (25-17) (25-12) (21-25) (23-25) (17-15) | 大分三好ヴァイセアドラー （8勝2敗） | サイバーダインアリーナ（つくばカピオ） 観客数: 309人 主審: 城智人 副審: 伊藤薫 |
| #751 | 2014年2月9日 11:00 |                                       |                                               |                                     | サイバーダインアリーナ（つくばカピオ） 観客数: 309人 主審: 城智人 副審: 伊藤薫 |

| #752 | 2014年2月9日 13:45 |                                     |                                       |                                             |                                                                                    |
| #752 | 2014年2月9日 13:45 | トヨタ自動車サンホークス （3勝7敗） | 3 - 1 (26-24) (22-25) (25-23) (25-15) | 東京トヨペット・グリーンスパークル （10敗） | サイバーダインアリーナ（つくばカピオ） 観客数: 356人 主審: 赤川孝義 副審: 酒井義成 |
| #752 | 2014年2月9日 13:45 |                                     |                                       |                                             | サイバーダインアリーナ（つくばカピオ） 観客数: 356人 主審: 赤川孝義 副審: 酒井義成 |

| #753 | 2014年2月9日 16:03 |                                             |                                       |                           |                                                                                    |
| #753 | 2014年2月9日 16:03 | 富士通カワサキ・レッドスピリッツ （8勝2敗） | 3 - 1 (25-22) (25-19) (23-25) (25-21) | 東京ヴェルディ （5勝5敗） | サイバーダインアリーナ（つくばカピオ） 観客数: 392人 主審: 浅見靖人 副審: 松延亮一 |
| #753 | 2014年2月9日 16:03 |                                             |                                       |                           | サイバーダインアリーナ（つくばカピオ） 観客数: 392人 主審: 浅見靖人 副審: 松延亮一 |

| #754 | 2014年2月9日 12:00 |                                   |                               |                             |                                                              |
| #754 | 2014年2月9日 12:00 | 大同特殊鋼レッドスター （4勝6敗） | 3 - 0 (25-20) (25-19) (25-15) | 兵庫デルフィーノ （3勝7敗） | 猫田記念体育館 観客数: 260人 主審: 橋本賀津郎 副審: 須藤義宏 |
| #754 | 2014年2月9日 12:00 |                                   |                               |                             | 猫田記念体育館 観客数: 260人 主審: 橋本賀津郎 副審: 須藤義宏 |

| #755 | 2014年2月9日 14:00 |                                         |                                       |                                   |                                                            |
| #755 | 2014年2月9日 14:00 | きんでんトリニティーブリッツ （5勝5敗） | 3 - 1 (24-26) (25-22) (25-16) (25-23) | 近畿クラブ・スフィーダ （1勝9敗） | 猫田記念体育館 観客数: 290人 主審: 前川清隆 副審: 國頭亮太 |
| #755 | 2014年2月9日 14:00 |                                         |                                       |                                   | 猫田記念体育館 観客数: 290人 主審: 前川清隆 副審: 國頭亮太 |

### 2Leg

#### 2月15日
| #756 | 2014年2月15日 13:30 |                                        |                               |                                    |                                                                  |
| #756 | 2014年2月15日 13:30 | 警視庁フォートファイターズ （10勝1敗） | 3 - 0 (25-15) (25-12) (25-20) | 近畿クラブ・スフィーダ （1勝10敗） | 新宿コズミックセンター 観客数: 140人 主審: 新田浩幸 副審: 中村中 |
| #756 | 2014年2月15日 13:30 |                                        |                               |                                    | 新宿コズミックセンター 観客数: 140人 主審: 新田浩幸 副審: 中村中 |

| #757 | 2014年2月15日 15:00 |                           |                       |                             |                                                                    |
| #757 | 2014年2月15日 15:00 | 東京ヴェルディ （6勝5敗） | 3 - 0 (25-19) (25-11) | 兵庫デルフィーノ （3勝8敗） | 新宿コズミックセンター 観客数: 160人 主審: 早坂行博 副審: 細井啓太 |
| #757 | 2014年2月15日 15:00 |                           |                       |                             | 新宿コズミックセンター 観客数: 160人 主審: 早坂行博 副審: 細井啓太 |

この日は東日本で記録的な降雪があり、#758と#759の試合開始が予定時間より30分繰り下げられた。
| #758 | 2014年2月15日 13:30 |                                        |                               |                                     |                                                                  |
| #758 | 2014年2月15日 13:30 | つくばユナイテッドSun GAIA （10勝1敗） | 3 - 0 (25-22) (25-17) (25-20) | トヨタ自動車サンホークス （3勝9敗） | 宮前スポーツセンター 観客数: 164人 主審: 服部篤史 副審: 野村考一 |
| #758 | 2014年2月15日 13:30 |                                        |                               |                                     | 宮前スポーツセンター 観客数: 164人 主審: 服部篤史 副審: 野村考一 |

| #759 | 2014年2月15日 15:30 |                                             |                       |                                             |                                                                  |
| #759 | 2014年2月15日 15:30 | 富士通カワサキ・レッドスピリッツ （9勝2敗） | 3 - 0 (25-12) (25-11) | 東京トヨペット・グリーンスパークル （11敗） | 宮前スポーツセンター 観客数: 190人 主審: 濱中昌志 副審: 宮城智哉 |
| #759 | 2014年2月15日 15:30 |                                             |                       |                                             | 宮前スポーツセンター 観客数: 190人 主審: 濱中昌志 副審: 宮城智哉 |

#### 2月16日
| #760 | 2014年2月16日 12:00 |                                        |                               |                             |                                                                    |
| #760 | 2014年2月16日 12:00 | 警視庁フォートファイターズ （11勝1敗） | 3 - 0 (25-20) (25-12) (25-15) | 兵庫デルフィーノ （3勝9敗） | 新宿コズミックセンター 観客数: 380人 主審: 早坂行博 副審: 新田浩幸 |
| #760 | 2014年2月16日 12:00 |                                        |                               |                             | 新宿コズミックセンター 観客数: 380人 主審: 早坂行博 副審: 新田浩幸 |

| #761 | 2014年2月16日 14:00 |                           |                                       |                                    |                                                                    |
| #761 | 2014年2月16日 14:00 | 東京ヴェルディ （7勝5敗） | 3 - 1 (25-23) (16-25) (25-21) (25-11) | 近畿クラブ・スフィーダ （1勝11敗） | 新宿コズミックセンター 観客数: 330人 主審: 中島俊昌 副審: 杤堀仁美 |
| #761 | 2014年2月16日 14:00 |                           |                                       |                                    | 新宿コズミックセンター 観客数: 330人 主審: 中島俊昌 副審: 杤堀仁美 |

| #762 | 2014年2月16日 12:00 |                                        |                               |                                             |                                                                 |
| #762 | 2014年2月16日 12:00 | つくばユナイテッドSun GAIA （11勝1敗） | 3 - 0 (25-11) (25-20) (25-13) | 東京トヨペット・グリーンスパークル （12敗） | 宮前スポーツセンター 観客数: 70人 主審: 濱中昌志 副審: 小川浩二 |
| #762 | 2014年2月16日 12:00 |                                        |                               |                                             | 宮前スポーツセンター 観客数: 70人 主審: 濱中昌志 副審: 小川浩二 |

| #763 | 2014年2月16日 14:00 |                                              |                               |                                     |                                                                  |
| #763 | 2014年2月16日 14:00 | 富士通カワサキ・レッドスピリッツ （10勝2敗） | 3 - 0 (25-21) (25-15) (25-20) | トヨタ自動車サンホークス （3勝9敗） | 宮前スポーツセンター 観客数: 130人 主審: 野村考一 副審: 服部篤史 |
| #763 | 2014年2月16日 14:00 |                                              |                               |                                     | 宮前スポーツセンター 観客数: 130人 主審: 野村考一 副審: 服部篤史 |

#### 2月22日
| #764 | 2014年2月22日 13:00 |                           |                                               |                                              |                                                            |
| #764 | 2014年2月22日 13:00 | 東京ヴェルディ （7勝6敗） | 2 - 3 (26-28) (19-25) (25-22) (25-17) (14-16) | 富士通カワサキ・レッドスピリッツ （11勝2敗） | 稲城市総合体育館 観客数: 230人 主審: 城智人 副審: 細井啓太 |
| #764 | 2014年2月22日 13:00 |                           |                                               |                                              | 稲城市総合体育館 観客数: 230人 主審: 城智人 副審: 細井啓太 |

| #765 | 2014年2月22日 15:40 |                                        |                                       |                                   |                                                                |
| #765 | 2014年2月22日 15:40 | 警視庁フォートファイターズ （11勝2敗） | 2 - 3 (25-18) (21-25) (18-25) (12-15) | 大同特殊鋼レッドスター （5勝6敗） | 稲城市総合体育館 観客数: 220人 主審: 新田浩幸 副審: 薄井真知子 |
| #765 | 2014年2月22日 15:40 |                                        |                                       |                                   | 稲城市総合体育館 観客数: 220人 主審: 新田浩幸 副審: 薄井真知子 |

| #766 | 2014年2月22日 13:00 |                                    |                               |                                             |                                                              |
| #766 | 2014年2月22日 13:00 | 近畿クラブ・スフィーダ （2勝11敗） | 3 - 0 (25-18) (25-22) (25-13) | 東京トヨペット・グリーンスパークル （13敗） | 明石中央体育会館 観客数: 200人 主審: 柘植知則 副審: 國頭亮太 |
| #766 | 2014年2月22日 13:00 |                                    |                               |                                             | 明石中央体育会館 観客数: 200人 主審: 柘植知則 副審: 國頭亮太 |

| #767 | 2014年2月22日 15:00 |                              |                               |                                         |                                                            |
| #767 | 2014年2月22日 15:00 | 兵庫デルフィーノ （3勝10敗） | 0 - 3 (24-26) (21-25) (22-25) | きんでんトリニティーブリッツ （6勝5敗） | 明石中央体育会館 観客数: 400人 主審: 大下孝 副審: 高濵祐介 |
| #767 | 2014年2月22日 15:00 |                              |                               |                                         | 明石中央体育会館 観客数: 400人 主審: 大下孝 副審: 高濵祐介 |

#### 2月23日
| #768 | 2014年2月23日 12:00 |                                              |                       |                                   |                                                            |
| #768 | 2014年2月23日 12:00 | 富士通カワサキ・レッドスピリッツ （12勝2敗） | 3 - 0 (25-19) (25-20) | 大同特殊鋼レッドスター （5勝7敗） | 稲城市総合体育館 観客数: 250人 主審: 城智人 副審: 慈眼雅啓 |
| #768 | 2014年2月23日 12:00 |                                              |                       |                                   | 稲城市総合体育館 観客数: 250人 主審: 城智人 副審: 慈眼雅啓 |

| #769 | 2014年2月23日 14:00 |                           |                               |                                     |                                                              |
| #769 | 2014年2月23日 14:00 | 東京ヴェルディ （7勝7敗） | 0 - 3 (15-25) (18-25) (17-25) | 大分三好ヴァイセアドラー （9勝2敗） | 稲城市総合体育館 観客数: 250人 主審: 新田浩幸 副審: 水間絵美 |
| #769 | 2014年2月23日 14:00 |                           |                               |                                     | 稲城市総合体育館 観客数: 250人 主審: 新田浩幸 副審: 水間絵美 |

| #770 | 2014年2月23日 12:00 |                                         |                                               |                                     |                                                              |
| #770 | 2014年2月23日 12:00 | きんでんトリニティーブリッツ （6勝6敗） | 2 - 3 (25-27) (25-19) (21-25) (25-18) (10-15) | トヨタ自動車サンホークス （4勝9敗） | 明石中央体育会館 観客数: 200人 主審: 國頭亮太 副審: 高濱祐介 |
| #770 | 2014年2月23日 12:00 |                                         |                                               |                                     | 明石中央体育会館 観客数: 200人 主審: 國頭亮太 副審: 高濱祐介 |

| #771 | 2014年2月23日 14:20 |                              |                               |                                             |                                                            |
| #771 | 2014年2月23日 14:20 | 兵庫デルフィーノ （4勝10敗） | 3 - 0 (25-18) (25-23) (27-25) | 東京トヨペット・グリーンスパークル （14敗） | 明石中央体育会館 観客数: 350人 主審: 大下孝 副審: 柘植知則 |
| #771 | 2014年2月23日 14:20 |                              |                               |                                             | 明石中央体育会館 観客数: 350人 主審: 大下孝 副審: 柘植知則 |

#### 3月1日
| #772 | 2014年3月1日 13:00 |                                              |                               |                                    |                                                          |
| #772 | 2014年3月1日 13:00 | 富士通カワサキ・レッドスピリッツ （13勝2敗） | 3 - 0 (25-22) (25-19) (25-18) | 近畿クラブ・スフィーダ （2勝12敗） | 桜総合体育館 観客数: 302人 主審: 服部篤史 副審: 高野淳志 |
| #772 | 2014年3月1日 13:00 |                                              |                               |                                    | 桜総合体育館 観客数: 302人 主審: 服部篤史 副審: 高野淳志 |

| #773 | 2014年3月1日 15:00 |                                        |                                       |                                   |                                                          |
| #773 | 2014年3月1日 15:00 | つくばユナイテッドSun GAIA （12勝1敗） | 3 - 1 (26-24) (25-15) (20-25) (25-15) | 大同特殊鋼レッドスター （5勝8敗） | 桜総合体育館 観客数: 516人 主審: 野村孝一 副審: 山崎公寛 |
| #773 | 2014年3月1日 15:00 |                                        |                                       |                                   | 桜総合体育館 観客数: 516人 主審: 野村孝一 副審: 山崎公寛 |

| #774 | 2014年3月1日 13:00 |                           |                                               |                                         |                                                                        |
| #774 | 2014年3月1日 13:00 | 東京ヴェルディ （8勝7敗） | 3 - 2 (25-19) (23-25) (25-23) (19-25) (15-12) | きんでんトリニティーブリッツ （6勝7敗） | 美郷町北郷総合交流センター 観客数: 678人 主審: 須藤義宏 副審: 川﨑博史 |
| #774 | 2014年3月1日 13:00 |                           |                                               |                                         | 美郷町北郷総合交流センター 観客数: 678人 主審: 須藤義宏 副審: 川﨑博史 |

| #775 | 2014年3月1日 15:50 |                                      |                               |                                      |                                                                        |
| #775 | 2014年3月1日 15:50 | 大分三好ヴァイセアドラー （10勝2敗） | 3 - 0 (25-21) (25-12) (25-23) | トヨタ自動車サンホークス （4勝10敗） | 美郷町北郷総合交流センター 観客数: 692人 主審: 寺田温子 副審: 川尻康行 |
| #775 | 2014年3月1日 15:50 |                                      |                               |                                      | 美郷町北郷総合交流センター 観客数: 692人 主審: 寺田温子 副審: 川尻康行 |

#### 3月2日
| #776 | 2014年3月2日 12:00 |                                        |                       |                                             |                                                          |
| #776 | 2014年3月2日 12:00 | 警視庁フォートファイターズ （12勝2敗） | 3 - 0 (25-19) (25-18) | 東京トヨペット・グリーンスパークル （15敗） | 桜総合体育館 観客数: 262人 主審: 高野淳志 副審: 酒井義成 |
| #776 | 2014年3月2日 12:00 |                                        |                       |                                             | 桜総合体育館 観客数: 262人 主審: 高野淳志 副審: 酒井義成 |

| #777 | 2014年3月2日 14:00 |                                        |                                               |                                              |                                                          |
| #777 | 2014年3月2日 14:00 | つくばユナイテッドSun GAIA （13勝1敗） | 3 - 2 (24-26) (25-22) (27-25) (15-25) (18-16) | 富士通カワサキ・レッドスピリッツ （13勝3敗） | 桜総合体育館 観客数: 502人 主審: 服部篤史 副審: 野村考一 |
| #777 | 2014年3月2日 14:00 |                                        |                                               |                                              | 桜総合体育館 観客数: 502人 主審: 服部篤史 副審: 野村考一 |

| #778 | 2014年3月2日 12:00 |                           |                                       |                                      |                                                            |
| #778 | 2014年3月2日 12:00 | 東京ヴェルディ （9勝7敗） | 3 - 1 (25-27) (25-18) (25-21) (29-27) | トヨタ自動車サンホークス （4勝11敗） | 高千穂町武道館 観客数: 607人 主審: 須藤義宏 副審: 寺田温子 |
| #778 | 2014年3月2日 12:00 |                           |                                       |                                      | 高千穂町武道館 観客数: 607人 主審: 須藤義宏 副審: 寺田温子 |

| #779 | 2014年3月2日 14:30 |                                      |                                               |                                         |                                                            |
| #779 | 2014年3月2日 14:30 | 大分三好ヴァイセアドラー （12勝2敗） | 3 - 2 (25-21) (25-15) (24-26) (18-25) (15-11) | きんでんトリニティーブリッツ （6勝8敗） | 高千穂町武道館 観客数: 629人 主審: 川尻康行 副審: 川﨑博史 |
| #779 | 2014年3月2日 14:30 |                                      |                                               |                                         | 高千穂町武道館 観客数: 629人 主審: 川尻康行 副審: 川﨑博史 |

#### 3月8日
| #780 | 2014年3月8日 11:00 |                                      |                                       |                                   |                                                                    |
| #780 | 2014年3月8日 11:00 | 大分三好ヴァイセアドラー （12勝2敗） | 3 - 1 (25-15) (25-23) (20-25) (25-19) | 大同特殊鋼レッドスター （5勝9敗） | 宮前スポーツセンター 観客数: 200人 主審: 野村考一 副審: 渡部菜保子 |
| #780 | 2014年3月8日 11:00 |                                      |                                       |                                   | 宮前スポーツセンター 観客数: 200人 主審: 野村考一 副審: 渡部菜保子 |

| #781 | 2014年3月8日 13:20 |                                        |                                               |                              |                                                                  |
| #781 | 2014年3月8日 13:20 | つくばユナイテッドSun GAIA （14勝1敗） | 3 - 2 (25-13) (25-17) (21-25) (19-25) (15-13) | 兵庫デルフィーノ （4勝11敗） | 宮前スポーツセンター 観客数: 120人 主審: 新田浩幸 副審: 浜野陽一 |
| #781 | 2014年3月8日 13:20 |                                        |                                               |                              | 宮前スポーツセンター 観客数: 120人 主審: 新田浩幸 副審: 浜野陽一 |

| #782 | 2014年3月8日 16:00 |                                        |                               |                                         |                                                                  |
| #782 | 2014年3月8日 16:00 | 警視庁フォートファイターズ （13勝2敗） | 3 - 0 (25-17) (25-23) (28-26) | きんでんトリニティーブリッツ （6勝9敗） | 宮前スポーツセンター 観客数: 200人 主審: 赤川孝義 副審: 小川浩二 |
| #782 | 2014年3月8日 16:00 |                                        |                               |                                         | 宮前スポーツセンター 観客数: 200人 主審: 赤川孝義 副審: 小川浩二 |

#### 3月9日
| #783 | 2014年3月9日 11:00 |                                      |                               |                              |                                                                    |
| #783 | 2014年3月9日 11:00 | 大分三好ヴァイセアドラー （13勝2敗） | 3 - 0 (27-25) (25-16) (25-19) | 兵庫デルフィーノ （4勝12敗） | 宮前スポーツセンター 観客数: 250人 主審: 渡部菜保子 副審: 野村考一 |
| #783 | 2014年3月9日 11:00 |                                      |                               |                              | 宮前スポーツセンター 観客数: 250人 主審: 渡部菜保子 副審: 野村考一 |

| #784 | 2014年3月9日 13:00 |                                        |                                       |                                          |                                                                  |
| #784 | 2014年3月9日 13:00 | つくばユナイテッドSun GAIA （15勝1敗） | 3 - 2 (23-25) (25-16) (25-14) (15-11) | きんでんトリニティーブリッツ （6勝10敗） | 宮前スポーツセンター 観客数: 260人 主審: 赤川孝義 副審: 浜野陽一 |
| #784 | 2014年3月9日 13:00 |                                        |                                       |                                          | 宮前スポーツセンター 観客数: 260人 主審: 赤川孝義 副審: 浜野陽一 |

| #785 | 2014年3月9日 15:40 |                                             |                               |                                   |                                                                  |
| #785 | 2014年3月9日 15:40 | 東京トヨペット・グリーンスパークル （16敗） | 0 - 3 (16-25) (14-25) (19-25) | 大同特殊鋼レッドスター （6勝9敗） | 宮前スポーツセンター 観客数: 200人 主審: 新田浩幸 副審: 小川浩二 |
| #785 | 2014年3月9日 15:40 |                                             |                               |                                   | 宮前スポーツセンター 観客数: 200人 主審: 新田浩幸 副審: 小川浩二 |

#### 3月15日
この日の試合はセントラル方式で、1会場2試合が同時進行で行われた。
| #786 | 2014年3月15日 13:00 |                                        |                               |                                      |                                                                  |
| #786 | 2014年3月15日 13:00 | 警視庁フォートファイターズ （14勝2敗） | 3 - 0 (25-14) (25-16) (25-18) | トヨタ自動車サンホークス （4勝12敗） | 和歌山県立橋本体育館 観客数: 500人 主審: 吉岡奈々 副審: 佐伯昌昭 |
| #786 | 2014年3月15日 13:00 |                                        |                               |                                      | 和歌山県立橋本体育館 観客数: 500人 主審: 吉岡奈々 副審: 佐伯昌昭 |

| #787 | 2014年3月15日 15:00 |                                    |                               |                                        |                                                                  |
| #787 | 2014年3月15日 15:00 | 近畿クラブ・スフィーダ （2勝13敗） | 0 - 3 (19-25) (17-25) (19-25) | つくばユナイテッドSun GAIA （16勝1敗） | 和歌山県立橋本体育館 観客数: 600人 主審: 山本和良 副審: 藤木博文 |
| #787 | 2014年3月15日 15:00 |                                    |                               |                                        | 和歌山県立橋本体育館 観客数: 600人 主審: 山本和良 副審: 藤木博文 |

| #788 | 2014年3月15日 13:00 |                                              |                               |                              |                                                                  |
| #788 | 2014年3月15日 13:00 | 富士通カワサキ・レッドスピリッツ （14勝3敗） | 3 - 0 (25-18) (25-21) (26-24) | 兵庫デルフィーノ （4勝13敗） | 和歌山県立橋本体育館 観客数: 500人 主審: 大塚春夫 副審: 中島俊昌 |
| #788 | 2014年3月15日 13:00 |                                              |                               |                              | 和歌山県立橋本体育館 観客数: 500人 主審: 大塚春夫 副審: 中島俊昌 |

| #789 | 2014年3月15日 15:00 |                                          |                                       |                                   |                                                                    |
| #789 | 2014年3月15日 15:00 | きんでんトリニティーブリッツ （6勝11敗） | 1 - 3 (25-22) (22-25) (16-25) (21-25) | 大同特殊鋼レッドスター （7勝9敗） | 和歌山県立橋本体育館 観客数: 600人 主審: 上土谷政高 副審: 越本明伸 |
| #789 | 2014年3月15日 15:00 |                                          |                                       |                                   | 和歌山県立橋本体育館 観客数: 600人 主審: 上土谷政高 副審: 越本明伸 |

#### 3月16日
この日の試合はセントラル方式で、1会場2試合が同時進行で行われた。
| #790 | 2014年3月16日 12:00 |                                        |                               |                           |                                                                  |
| #790 | 2014年3月16日 12:00 | つくばユナイテッドSun GAIA （17勝1敗） | 3 - 0 (25-16) (25-22) (26-24) | 東京ヴェルディ （9勝8敗） | 和歌山県立橋本体育館 観客数: 550人 主審: 大塚春夫 副審: 吉岡奈々 |
| #790 | 2014年3月16日 12:00 |                                        |                               |                           | 和歌山県立橋本体育館 観客数: 550人 主審: 大塚春夫 副審: 吉岡奈々 |

| #791 | 2014年3月16日 14:00 |                                    |                               |                                      |                                                                  |
| #791 | 2014年3月16日 14:00 | 近畿クラブ・スフィーダ （2勝14敗） | 0 - 3 (13-25) (19-25) (12-25) | 大分三好ヴァイセアドラー （14勝2敗） | 和歌山県立橋本体育館 観客数: 700人 主審: 中島俊昌 副審: 谷口和久 |
| #791 | 2014年3月16日 14:00 |                                    |                               |                                      | 和歌山県立橋本体育館 観客数: 700人 主審: 中島俊昌 副審: 谷口和久 |

| #792 | 2014年3月16日 12:00 |                                   |                               |                              |                                                                  |
| #792 | 2014年3月16日 12:00 | 大同特殊鋼レッドスター （8勝9敗） | 3 - 0 (27-25) (25-19) (25-22) | 兵庫デルフィーノ （4勝14敗） | 和歌山県立橋本体育館 観客数: 550人 主審: 佐伯昌昭 副審: 山本和良 |
| #792 | 2014年3月16日 12:00 |                                   |                               |                              | 和歌山県立橋本体育館 観客数: 550人 主審: 佐伯昌昭 副審: 山本和良 |

| #793 | 2014年3月16日 14:00 |                                          |                       |                                              |                                                                    |
| #793 | 2014年3月16日 14:00 | きんでんトリニティーブリッツ （6勝12敗） | 0 - 3 (15-25) (23-25) | 富士通カワサキ・レッドスピリッツ （15勝3敗） | 和歌山県立橋本体育館 観客数: 700人 主審: 上土谷政高 副審: 藤木博文 |
| #793 | 2014年3月16日 14:00 |                                          |                       |                                              | 和歌山県立橋本体育館 観客数: 700人 主審: 上土谷政高 副審: 藤木博文 |

#### 3月22日
| #794 | 2014年3月22日 13:00 |                              |                               |                                    |                                                          |
| #794 | 2014年3月22日 13:00 | 兵庫デルフィーノ （4勝15敗） | 0 - 3 (17-25) (22-25) (21-25) | 近畿クラブ・スフィーダ （3勝14敗） | 知多市民体育館 観客数: 210人 主審: 浅見靖人 副審: 城智人 |
| #794 | 2014年3月22日 13:00 |                              |                               |                                    | 知多市民体育館 観客数: 210人 主審: 浅見靖人 副審: 城智人 |

| #795 | 2014年3月22日 15:00 |                                   |                               |                                      |                                                            |
| #795 | 2014年3月22日 15:00 | 大同特殊鋼レッドスター （9勝9敗） | 3 - 0 (25-17) (29-27) (25-13) | トヨタ自動車サンホークス （4勝13敗） | 知多市民体育館 観客数: 380人 主審: 山条康弘 副審: 大塚春夫 |
| #795 | 2014年3月22日 15:00 |                                   |                               |                                      | 知多市民体育館 観客数: 380人 主審: 山条康弘 副審: 大塚春夫 |

| #796 | 2014年3月22日 13:00 |                                      |                                              |                                        |                                                              |
| #796 | 2014年3月22日 13:00 | 大分三好ヴァイセアドラー （14勝3敗） | 2 - 3 (25-23) (20-25) (22-25) (25-18) (9-15) | 警視庁フォートファイターズ （15勝2敗） | 串良平和アリーナ 観客数: 600人 主審: 国頭亮太 副審: 寺田温子 |
| #796 | 2014年3月22日 13:00 |                                      |                                              |                                        | 串良平和アリーナ 観客数: 600人 主審: 国頭亮太 副審: 寺田温子 |

| #797 | 2014年3月22日 15:40 |                            |                               |                                             |                                                              |
| #797 | 2014年3月22日 15:40 | 東京ヴェルディ （10勝8敗） | 3 - 0 (25-21) (25-18) (25-22) | 東京トヨペット・グリーンスパークル （17敗） | 串良平和アリーナ 観客数: 746人 主審: 横山寿一 副審: 棈松真由 |
| #797 | 2014年3月22日 15:40 |                            |                               |                                             | 串良平和アリーナ 観客数: 746人 主審: 横山寿一 副審: 棈松真由 |

#### 3月23日
| #798 | 2014年3月23日 11:00 |                              |                               |                                      |                                                            |
| #798 | 2014年3月23日 11:00 | 兵庫デルフィーノ （4勝16敗） | 0 - 3 (21-25) (23-25) (24-26) | トヨタ自動車サンホークス （5勝13敗） | 知多市民体育館 観客数: 291人 主審: 大塚春夫 副審: 浅見靖人 |
| #798 | 2014年3月23日 11:00 |                              |                               |                                      | 知多市民体育館 観客数: 291人 主審: 大塚春夫 副審: 浅見靖人 |

| #799 | 2014年3月23日 13:00 |                                    |                       |                                    |                                                          |
| #799 | 2014年3月23日 13:00 | 大同特殊鋼レッドスター （9勝10敗） | 0 - 3 (22-25) (20-25) | 近畿クラブ・スフィーダ （4勝14敗） | 知多市民体育館 観客数: 464人 主審: 城智人 副審: 山条康弘 |
| #799 | 2014年3月23日 13:00 |                                    |                       |                                    | 知多市民体育館 観客数: 464人 主審: 城智人 副審: 山条康弘 |

| #800 | 2014年3月23日 12:00 |                                      |                               |                                             |                                                                            |
| #800 | 2014年3月23日 12:00 | 大分三好ヴァイセアドラー （15勝3敗） | 3 - 0 (25-11) (25-14) (25-13) | 東京トヨペット・グリーンスパークル （18敗） | 鹿児島県総合体育センター体育館 観客数: 550人 主審: 寺田温子 副審: 国頭亮太 |
| #800 | 2014年3月23日 12:00 |                                      |                               |                                             | 鹿児島県総合体育センター体育館 観客数: 550人 主審: 寺田温子 副審: 国頭亮太 |

| #801 | 2014年3月23日 15:00 |                                        |                               |                            |                                                                            |
| #801 | 2014年3月23日 15:00 | 警視庁フォートファイターズ （16勝2敗） | 3 - 0 (25-20) (25-15) (25-21) | 東京ヴェルディ （10勝9敗） | 鹿児島県総合体育センター体育館 観客数: 554人 主審: 横山寿一 副審: 棈松真由 |
| #801 | 2014年3月23日 15:00 |                                        |                               |                            | 鹿児島県総合体育センター体育館 観客数: 554人 主審: 横山寿一 副審: 棈松真由 |

#### 3月29日
この日の試合はセントラル方式で、1会場2試合が同時進行で行われた。
| #802 | 2014年3月29日 11:00 |                                      |                               |                                              |                                                        |
| #802 | 2014年3月29日 11:00 | 大分三好ヴァイセアドラー （16勝3敗） | 3 - 0 (25-16) (25-20) (25-22) | 富士通カワサキ・レッドスピリッツ （15勝4敗） | 刈谷市体育館 観客数: 240人 主審: 大下孝 副審: 柘植知則 |
| #802 | 2014年3月29日 11:00 |                                      |                               |                                              | 刈谷市体育館 観客数: 240人 主審: 大下孝 副審: 柘植知則 |

| #803 | 2014年3月29日 13:00 |                                        |                                              |                                        |                                                            |
| #803 | 2014年3月29日 13:00 | つくばユナイテッドSun GAIA （17勝2敗） | 2 - 3 (19-25) (30-28) (19-25) (26-24) (7-15) | 警視庁フォートファイターズ （17勝2敗） | 刈谷市体育館 観客数: 295人 主審: 中島俊昌 副審: 佐々木伸子 |
| #803 | 2014年3月29日 13:00 |                                        |                                              |                                        | 刈谷市体育館 観客数: 295人 主審: 中島俊昌 副審: 佐々木伸子 |

| #804 | 2014年3月29日 15:55 |                            |                                       |                                    |                                                          |
| #804 | 2014年3月29日 15:55 | 東京ヴェルディ （11勝9敗） | 3 - 1 (25-21) (25-20) (23-25) (25-22) | 大同特殊鋼レッドスター （9勝11敗） | 刈谷市体育館 観客数: 200人 主審: 國頭亮太 副審: 河合和広 |
| #804 | 2014年3月29日 15:55 |                            |                                       |                                    | 刈谷市体育館 観客数: 200人 主審: 國頭亮太 副審: 河合和広 |

| #805 | 2014年3月29日 11:00 |                                    |                                       |                                          |                                                          |
| #805 | 2014年3月29日 11:00 | 近畿クラブ・スフィーダ （4勝15敗） | 1 - 3 (10-25) (20-25) (25-23) (18-25) | きんでんトリニティーブリッツ （7勝12敗） | 刈谷市体育館 観客数: 240人 主審: 浅見靖人 副審: 内藤聡美 |
| #805 | 2014年3月29日 11:00 |                                    |                                       |                                          | 刈谷市体育館 観客数: 240人 主審: 浅見靖人 副審: 内藤聡美 |

| #806 | 2014年3月29日 13:15 |                                      |                               |                                             |                                                          |
| #806 | 2014年3月29日 13:15 | トヨタ自動車サンホークス （6勝13敗） | 3 - 0 (25-19) (25-20) (25-15) | 東京トヨペット・グリーンスパークル （19敗） | 刈谷市体育館 観客数: 295人 主審: 吉岡奈々 副審: 北浦陽介 |
| #806 | 2014年3月29日 13:15 |                                      |                               |                                             | 刈谷市体育館 観客数: 295人 主審: 吉岡奈々 副審: 北浦陽介 |

#### 3月30日
この日の試合はセントラル方式で、1会場2試合が同時進行で行われた。
| #807 | 2014年3月30日 12:00 |                                      |                                               |                                        |                                                          |
| #807 | 2014年3月30日 12:00 | 大分三好ヴァイセアドラー （17勝3敗） | 3 - 2 (25-23) (19-25) (20-25) (25-23) (15-13) | つくばユナイテッドSun GAIA （17勝3敗） | 刈谷市体育館 観客数: 330人 主審: 浅見靖人 副審: 國頭亮太 |
| #807 | 2014年3月30日 12:00 |                                      |                                               |                                        | 刈谷市体育館 観客数: 330人 主審: 浅見靖人 副審: 國頭亮太 |

| #808 | 2014年3月30日 14:50 |                                        |                                       |                                              |                                                        |
| #808 | 2014年3月30日 14:50 | 警視庁フォートファイターズ （18勝2敗） | 3 - 1 (25-18) (25-23) (24-26) (25-16) | 富士通カワサキ・レッドスピリッツ （15勝5敗） | 刈谷市体育館 観客数: 255人 主審: 中島俊昌 副審: 大下孝 |
| #808 | 2014年3月30日 14:50 |                                        |                                       |                                              | 刈谷市体育館 観客数: 255人 主審: 中島俊昌 副審: 大下孝 |

| #809 | 2014年3月30日 12:00 |                                    |                                               |                                      |                                                            |
| #809 | 2014年3月30日 12:00 | 近畿クラブ・スフィーダ （4勝16敗） | 2 - 3 (25-19) (20-25) (27-25) (21-25) (13-15) | トヨタ自動車サンホークス （7勝13敗） | 刈谷市体育館 観客数: 330人 主審: 佐々木伸子 副審: 吉岡奈々 |
| #809 | 2014年3月30日 12:00 |                                    |                                               |                                      | 刈谷市体育館 観客数: 330人 主審: 佐々木伸子 副審: 吉岡奈々 |

| #810 | 2014年3月30日 14:30 |                                          |                       |                                             |                                                        |
| #810 | 2014年3月30日 14:30 | きんでんトリニティーブリッツ （8勝12敗） | 3 - 0 (25-19) (25-16) | 東京トヨペット・グリーンスパークル （20敗） | 刈谷市体育館 観客数: 255人 主審: 柘植知則 副審: 岡谷仁 |
| #810 | 2014年3月30日 14:30 |                                          |                       |                                             | 刈谷市体育館 観客数: 255人 主審: 柘植知則 副審: 岡谷仁 |

### 最終順位
| 順位 | チーム名                           | 試合数 | 勝数 | 敗数 | 勝率  | セット率 | 備考 |
| ---- | ---------------------------------- | ------ | ---- | ---- | ----- | -------- | ---- |
| 1    | 警視庁フォートファイターズ         | 20     | 18   | 2    | 0.900 |          |      |
| 2    | 大分三好ヴァイセアドラー           | 20     | 17   | 3    | 0.850 | 2.714    |      |
| 3    | つくばユナイテッドSun GAIA         | 20     | 17   | 3    | 0.850 | 2.333    |      |
| 4    | 富士通カワサキレッドスピリッツ     | 20     | 15   | 5    | 0.750 |          |      |
| 5    | 東京ヴェルディ                     | 20     | 11   | 9    | 0.550 |          |      |
| 6    | 大同特殊鋼レッドスター             | 20     | 9    | 11   | 0.450 |          |      |
| 7    | きんでんトリニティーブリッツ       | 20     | 8    | 12   | 0.400 |          |      |
| 8    | トヨタ自動車サンホークス           | 20     | 7    | 13   | 0.350 |          |      |
| 9    | 近畿クラブスフィーダ               | 20     | 4    | 16   | 0.200 | 0.500    |      |
| 10   | 兵庫デルフィーノ                   | 20     | 4    | 16   | 0.200 | 0.333    |      |
| 11   | 東京トヨペット・グリーンスパークル | 20     | 0    | 20   | 0.000 |          |      |

### 個人賞
| No. | 賞名             | 受賞者   | 所属チーム         | 備考                |
| --- | ---------------- | -------- | ------------------ | ------------------- |
| 1   | 優勝監督賞       | 溝口正一 | 警視庁             |                     |
| 2   | 最高殊勲選手賞   | 石川俊輔 | 警視庁             |                     |
| 3   | 敢闘賞           | 細川優樹 | 大分三好           |                     |
| 4   | 最優秀新人賞     | 横田圭祐 | 富士通             |                     |
| 5   | 得点王           | 瀧澤陽紀 | つくばユナイテッド | 総得点=448点        |
| 6   | スパイク賞       | 松野昭博 | 富士通             | 決定率=54.5%        |
| 7   | ブロック賞       | 横田圭祐 | 富士通             | 決定本数=1.10本/set |
| 8   | サーブ賞         | 栗木勇   | 東京ヴェルディ     | 効果率=18.7%        |
| 9   | サーブレシーブ賞 | 石川俊輔 | 警視庁             | 成功率=78.2%        |

### 入れ替え

#### V・チャレンジマッチ

##### 4月5日
| #821 | 2014年4月5日 |                                                    |       |                                          |  |
| #821 | 2014年4月5日 | 警視庁フォートファイターズ （チャレンジリーグ1位） | 0 - 3 | ジェイテクトSTINGS （プレミアリーグ8位） |  |
| #821 | 2014年4月5日 |                                                    |       |                                          |  |

| #822 | 2014年4月5日 |                                                  |       |                              |  |
| #822 | 2014年4月5日 | 大分三好ヴァイセアドラー （チャレンジリーグ2位） | 0 - 3 | FC東京 （プレミアリーグ7位） |  |
| #822 | 2014年4月5日 |                                                  |       |                              |  |

##### 4月6日
| #823 | 2014年4月6日 |                                                    |       |                                          |  |
| #823 | 2014年4月6日 | 警視庁フォートファイターズ （チャレンジリーグ1位） | 0 - 3 | ジェイテクトSTINGS （プレミアリーグ8位） |  |
| #823 | 2014年4月6日 |                                                    |       |                                          |  |

| #824 | 2014年4月6日 |                                                  |       |                              |  |
| #824 | 2014年4月6日 | 大分三好ヴァイセアドラー （チャレンジリーグ2位） | 0 - 3 | FC東京 （プレミアリーグ7位） |  |
| #824 | 2014年4月6日 |                                                  |       |                              |  |

この結果、警視庁フォートファイターズ・大分三好ヴァイセアドラーのチャレンジリーグ残留が決定。
V・チャレンジマッチの試合結果の詳細については、バレーボール2013/14Vプレミアリーグを参照のこと。

#### 地域リーグからの昇格
地域リーグからVリーグ準加盟チームだった埼玉アザレアの昇格が決定。

## 女子

### 参加チーム
| 前回順位 | チーム名                 | 備考                                         |
| -------- | ------------------------ | -------------------------------------------- |
| -        | デンソー・エアリービーズ | プレミアリーグから降格 前年プレミアリーグ7位 |
| 1        | 上尾メディックス         |                                              |
| 3        | 大野石油広島オイラーズ   |                                              |
| 4        | PFUブルーキャッツ        |                                              |
| 5        | KUROBEアクアフェアリーズ |                                              |
| 6        | 仙台ベルフィーユ         |                                              |
| 7        | JAぎふリオレーナ         |                                              |
| 8        | 柏エンゼルクロス         |                                              |
| 9        | フォレストリーヴズ熊本   |                                              |
| 10       | GSSサンビームズ          |                                              |

### 1Leg

#### 12月7日
| #851 | 2013年12月7日 13:00 |                          |                               |                         |                                                              |
| #851 | 2013年12月7日 13:00 | 仙台ベルフィーユ （1勝） | 3 - 0 (25-17) (30-28) (25-12) | GSSサンビームズ （1敗） | 柏市沼南体育館 観客数: 360人 主審: 渡部菜保子 副審: 山内大右 |
| #851 | 2013年12月7日 13:00 |                          |                               |                         | 柏市沼南体育館 観客数: 360人 主審: 渡部菜保子 副審: 山内大右 |

| #852 | 2013年12月7日 15:00 |                          |                              |                                  |                                                          |
| #852 | 2013年12月7日 15:00 | 柏エンゼルクロス （1敗） | 0 - 3 (13-25) (9-25) (15-25) | デンソー・エアリービーズ （1勝） | 柏市沼南体育館 観客数: 400人 主審: 服部篤史 副審: 関秀彰 |
| #852 | 2013年12月7日 15:00 |                          |                              |                                  | 柏市沼南体育館 観客数: 400人 主審: 服部篤史 副審: 関秀彰 |

| #853 | 2013年12月7日 13:07 |                          |                       |                          |                                                                    |
| #853 | 2013年12月7日 13:07 | 上尾メディックス （1勝） | 3 - 0 (25-11) (25-20) | JAぎふリオレーナ （1敗） | 和水町スカイドーム2000 観客数: 800人 主審: 山本晋吾 副審: 寺田温子 |
| #853 | 2013年12月7日 13:07 |                          |                       |                          | 和水町スカイドーム2000 観客数: 800人 主審: 山本晋吾 副審: 寺田温子 |

| #854 | 2013年12月7日 15:00 |                                |                               |                           |                                                                      |
| #854 | 2013年12月7日 15:00 | フォレストリーヴズ熊本 （1敗） | 0 - 3 (16-25) (30-32) (13-25) | PFUブルーキャッツ （1勝） | 和水町スカイドーム2000 観客数: 1,100人 主審: 須藤義宏 副審: 川尻康行 |
| #854 | 2013年12月7日 15:00 |                                |                               |                           | 和水町スカイドーム2000 観客数: 1,100人 主審: 須藤義宏 副審: 川尻康行 |

#### 12月8日
| #855 | 2013年12月8日 12:00 |                                  |                               |                                  |                                                              |
| #855 | 2013年12月8日 12:00 | デンソー・エアリービーズ （2勝） | 3 - 0 (25-19) (25-20) (25-11) | KUROBEアクアフェアリーズ （1敗） | 柏市中央体育館 観客数: 750人 主審: 渡部菜保子 副審: 小林友香 |
| #855 | 2013年12月8日 12:00 |                                  |                               |                                  | 柏市中央体育館 観客数: 750人 主審: 渡部菜保子 副審: 小林友香 |

| #856 | 2013年12月8日 14:00 |                          |                                              |                                |                                                          |
| #856 | 2013年12月8日 14:00 | 柏エンゼルクロス （2敗） | 2 - 3 (28-30) (11-25) (25-19) (25-22) (7-15) | 大野石油広島オイラーズ （1勝） | 柏市中央体育館 観客数: 700人 主審: 服部篤史 副審: 関秀彰 |
| #856 | 2013年12月8日 14:00 |                          |                                              |                                | 柏市中央体育館 観客数: 700人 主審: 服部篤史 副審: 関秀彰 |

| #857 | 2013年12月8日 12:00 |                           |                               |                          |                                                                        |
| #857 | 2013年12月8日 12:00 | PFUブルーキャッツ （2勝） | 3 - 0 (25-18) (25-16) (25-10) | JAぎふリオレーナ （2敗） | 熊本市総合体育館・青年会館 観客数: 923人 主審: 川尻康行 副審: 須藤義宏 |
| #857 | 2013年12月8日 12:00 |                           |                               |                          | 熊本市総合体育館・青年会館 観客数: 923人 主審: 川尻康行 副審: 須藤義宏 |

| #858 | 2013年12月8日 14:00 |                                |                               |                          |                                                                          |
| #858 | 2013年12月8日 14:00 | フォレストリーヴズ熊本 （2敗） | 0 - 3 (18-25) (13-25) (19-25) | 上尾メディックス （2勝） | 熊本市総合体育館・青年会館 観客数: 1,257人 主審: 寺田温子 副審: 山本晋五 |
| #858 | 2013年12月8日 14:00 |                                |                               |                          | 熊本市総合体育館・青年会館 観客数: 1,257人 主審: 寺田温子 副審: 山本晋五 |

#### 12月21日
| #859 | 2013年12月21日 13:00 |                          |                                              |                          |                                                            |
| #859 | 2013年12月21日 13:00 | 仙台ベルフィーユ （2勝） | 3 - 2 (25-21) (21-25) (22-25) (25-22) (15-8) | 柏エンゼルクロス （3敗） | 上尾市民体育館 観客数: 396人 主審: 重竹雅行 副審: 栗原伸裕 |
| #859 | 2013年12月21日 13:00 |                          |                                              |                          | 上尾市民体育館 観客数: 396人 主審: 重竹雅行 副審: 栗原伸裕 |

| #860 | 2013年12月21日 15:36 |                          |                                               |                                   |                                                                |
| #860 | 2013年12月21日 15:36 | 上尾メディックス （3勝） | 3 - 2 (25-13) (28-26) (24-26) (20-25) (15-11) | 大野石油広島オイラーズ （1勝1敗） | 上尾市民体育館 観客数: 820人 主審: 渡部菜保子 副審: 小野沢一宏 |
| #860 | 2013年12月21日 15:36 |                          |                                               |                                   | 上尾市民体育館 観客数: 820人 主審: 渡部菜保子 副審: 小野沢一宏 |

| #861 | 2013年12月21日 13:00 |                          |                                               |                                   |                                                                      |
| #861 | 2013年12月21日 13:00 | JAぎふリオレーナ （3敗） | 2 - 3 (25-17) (19-25) (25-13) (27-29) (12-15) | フォレストリーヴズ熊本 （1勝2敗） | 松任総合運動公園体育館 観客数: 306人 主審: 三見洋子 副審: 紙井ひとみ |
| #861 | 2013年12月21日 13:00 |                          |                                               |                                   | 松任総合運動公園体育館 観客数: 306人 主審: 三見洋子 副審: 紙井ひとみ |

| #862 | 2013年12月21日 16:00 |                           |                               |                         |                                                                  |
| #862 | 2013年12月21日 16:00 | PFUブルーキャッツ （3勝） | 3 - 0 (25-19) (25-13) (25-14) | GSSサンビームズ （2敗） | 松任総合運動公園体育館 観客数: 565人 主審: 森口豊 副審: 有乗正志 |
| #862 | 2013年12月21日 16:00 |                           |                               |                         | 松任総合運動公園体育館 観客数: 565人 主審: 森口豊 副審: 有乗正志 |

#### 12月22日
| #863 | 2013年12月22日 12:00 |                                   |                               |                          |                                                            |
| #863 | 2013年12月22日 12:00 | 大野石油広島オイラーズ （1勝2敗） | 0 - 3 (20-25) (23-25) (17-25) | 仙台ベルフィーユ （3勝） | 上尾市民体育館 観客数: 381人 主審: 重竹雅行 副審: 飯塚雅文 |
| #863 | 2013年12月22日 12:00 |                                   |                               |                          | 上尾市民体育館 観客数: 381人 主審: 重竹雅行 副審: 飯塚雅文 |

| #864 | 2013年12月22日 14:00 |                          |                               |                          |                                                              |
| #864 | 2013年12月22日 14:00 | 上尾メディックス （4勝） | 3 - 0 (25-23) (25-11) (25-13) | 柏エンゼルクロス （4敗） | 上尾市民体育館 観客数: 740人 主審: 渡部菜保子 副審: 栗原伸裕 |
| #864 | 2013年12月22日 14:00 |                          |                               |                          | 上尾市民体育館 観客数: 740人 主審: 渡部菜保子 副審: 栗原伸裕 |

| #865 | 2013年12月22日 12:00 |                                   |                       |                         |                                                                      |
| #865 | 2013年12月22日 12:00 | フォレストリーヴズ熊本 （2勝2敗） | 3 - 0 (25-18) (25-16) | GSSサンビームズ （3敗） | 松任総合運動公園体育館 観客数: 251人 主審: 紙井ひとみ 副審: 三見洋子 |
| #865 | 2013年12月22日 12:00 |                                   |                       |                         | 松任総合運動公園体育館 観客数: 251人 主審: 紙井ひとみ 副審: 三見洋子 |

| #866 | 2013年12月22日 14:10 |                           |                               |                                  |                                                                  |
| #866 | 2013年12月22日 14:10 | PFUブルーキャッツ （4勝） | 3 - 0 (25-20) (25-15) (26-24) | KUROBEアクアフェアリーズ （2敗） | 松任総合運動公園体育館 観客数: 552人 主審: 有乗正志 副審: 森口豊 |
| #866 | 2013年12月22日 14:10 |                           |                               |                                  | 松任総合運動公園体育館 観客数: 552人 主審: 有乗正志 副審: 森口豊 |

#### 1月11日
| #867 | 2014年1月11日 13:00 |                                  |                               |                                   |                                                              |
| #867 | 2014年1月11日 13:00 | デンソー・エアリービーズ （3勝） | 3 - 0 (25-13) (25-18) (25-13) | フォレストリーヴズ熊本 （2勝3敗） | ゼビオアリーナ仙台 観客数: 533人 主審: 早坂行博 副審: 菅原建 |
| #867 | 2014年1月11日 13:00 |                                  |                               |                                   | ゼビオアリーナ仙台 観客数: 533人 主審: 早坂行博 副審: 菅原建 |

| #868 | 2014年1月11日 15:05 |                                     |                               |                             |                                                                  |
| #868 | 2014年1月11日 15:05 | KUROBEアクアフェアリーズ （1勝2敗） | 3 - 0 (26-24) (27-25) (25-18) | 仙台ベルフィーユ （3勝1敗） | ゼビオアリーナ仙台 観客数: 1,800人 主審: 服部篤史 副審: 川崎尚子 |
| #868 | 2014年1月11日 15:05 |                                     |                               |                             | ゼビオアリーナ仙台 観客数: 1,800人 主審: 服部篤史 副審: 川崎尚子 |

| #869 | 2014年1月11日 13:00 |                          |                               |                              |                                                              |
| #869 | 2014年1月11日 13:00 | 上尾メディックス （5勝） | 3 - 0 (25-19) (25-20) (25-21) | PFUブルーキャッツ （4勝1敗） | 高知市総合体育館 観客数: 360人 主審: 大塚春夫 副審: 岩村和哉 |
| #869 | 2014年1月11日 13:00 |                          |                               |                              | 高知市総合体育館 観客数: 360人 主審: 大塚春夫 副審: 岩村和哉 |

| #870 | 2014年1月11日 15:05 |                                   |                                       |                          |                                                                |
| #870 | 2014年1月11日 15:05 | 大野石油広島オイラーズ （2勝2敗） | 3 - 1 (25-16) (25-20) (18-25) (25-19) | JAぎふリオレーナ （4敗） | 高知市総合体育館 観客数: 250人 主審: 橋本賀津郎 副審: 酒井一俊 |
| #870 | 2014年1月11日 15:05 |                                   |                                       |                          | 高知市総合体育館 観客数: 250人 主審: 橋本賀津郎 副審: 酒井一俊 |

#### 1月12日
| #871 | 2014年1月12日 14:15 |                                  |                               |                             |                                                                  |
| #871 | 2014年1月12日 14:15 | デンソー・エアリービーズ （4勝） | 3 - 0 (25-20) (25-19) (26-24) | 仙台ベルフィーユ （3勝2敗） | ゼビオアリーナ仙台 観客数: 2,232人 主審: 川崎尚子 副審: 服部篤史 |
| #871 | 2014年1月12日 14:15 |                                  |                               |                             | ゼビオアリーナ仙台 観客数: 2,232人 主審: 川崎尚子 副審: 服部篤史 |

| #872 | 2014年1月12日 11:00 |                                     |                                       |                                   |                                                              |
| #872 | 2014年1月12日 11:00 | KUROBEアクアフェアリーズ （2勝2敗） | 3 - 2 (25-17) (25-22) (26-28) (15-12) | フォレストリーヴズ熊本 （2勝4敗） | ゼビオアリーナ仙台 観客数: 661人 主審: 早坂行博 副審: 菅原建 |
| #872 | 2014年1月12日 11:00 |                                     |                                       |                                   | ゼビオアリーナ仙台 観客数: 661人 主審: 早坂行博 副審: 菅原建 |

| #873 | 2014年1月12日 12:00 |                          |                               |                         |                                                                |
| #873 | 2014年1月12日 12:00 | 上尾メディックス （6勝） | 3 - 0 (25-23) (25-16) (25-18) | GSSサンビームズ （4敗） | 高知市総合体育館 観客数: 360人 主審: 橋本賀津郎 副審: 島村伊成 |
| #873 | 2014年1月12日 12:00 |                          |                               |                         | 高知市総合体育館 観客数: 360人 主審: 橋本賀津郎 副審: 島村伊成 |

| #874 | 2014年1月12日 14:00 |                                   |                                       |                              |                                                              |
| #874 | 2014年1月12日 14:00 | 大野石油広島オイラーズ （2勝3敗） | 1 - 3 (23-25) (25-12) (21-25) (22-25) | PFUブルーキャッツ （5勝1敗） | 高知市総合体育館 観客数: 410人 主審: 大塚春夫 副審: 岩村和哉 |
| #874 | 2014年1月12日 14:00 |                                   |                                       |                              | 高知市総合体育館 観客数: 410人 主審: 大塚春夫 副審: 岩村和哉 |

#### 1月18日
| #875 | 2014年1月18日 13:00 |                                     |                               |                          |                                                          |
| #875 | 2014年1月18日 13:00 | デンソー・エアリービーズ （4勝1敗） | 0 - 3 (15-25) (13-25) (20-25) | 上尾メディックス （7勝） | 柏市中央体育館 観客数: 900人 主審: 城智人 副審: 服部篤史 |
| #875 | 2014年1月18日 13:00 |                                     |                               |                          | 柏市中央体育館 観客数: 900人 主審: 城智人 副審: 服部篤史 |

| #876 | 2014年1月18日 15:00 |                             |                                      |                         |                                                            |
| #876 | 2014年1月18日 15:00 | 柏エンゼルクロス （1勝4敗） | 3 - 1 (31-29) (20-25) (25-5) (25-23) | GSSサンビームズ （5敗） | 柏市中央体育館 観客数: 550人 主審: 赤川孝義 副審: 小林友香 |
| #876 | 2014年1月18日 15:00 |                             |                                      |                         | 柏市中央体育館 観客数: 550人 主審: 赤川孝義 副審: 小林友香 |

| #877 | 2014年1月18日 13:00 |                                   |                               |                                     |                                                                |
| #877 | 2014年1月18日 13:00 | 大野石油広島オイラーズ （3勝3敗） | 3 - 0 (27-25) (25-17) (25-13) | KUROBEアクアフェアリーズ （2勝3敗） | 波佐見町体育センター 観客数: 440人 主審: 寺田温子 副審: 辻純也 |
| #877 | 2014年1月18日 13:00 |                                   |                               |                                     | 波佐見町体育センター 観客数: 440人 主審: 寺田温子 副審: 辻純也 |

| #878 | 2014年1月18日 15:00 |                             |                                               |                             |                                                                  |
| #878 | 2014年1月18日 15:00 | 仙台ベルフィーユ （3勝3敗） | 2 - 3 (26-28) (18-25) (25-11) (25-18) (10-15) | JAぎふリオレーナ （1勝4敗） | 波佐見町体育センター 観客数: 560人 主審: 川尻康行 副審: 藤嵜敏将 |
| #878 | 2014年1月18日 15:00 |                             |                                               |                             | 波佐見町体育センター 観客数: 560人 主審: 川尻康行 副審: 藤嵜敏将 |

#### 1月19日
| #879 | 2014年1月19日 12:00 |                                     |                               |                         |                                                          |
| #879 | 2014年1月19日 12:00 | デンソー・エアリービーズ （5勝1敗） | 3 - 0 (25-15) (25-16) (25-10) | GSSサンビームズ （6敗） | 柏市中央体育館 観客数: 350人 主審: 城智人 副審: 小林友香 |
| #879 | 2014年1月19日 12:00 |                                     |                               |                         | 柏市中央体育館 観客数: 350人 主審: 城智人 副審: 小林友香 |

| #880 | 2014年1月19日 14:00 |                             |                                               |                              |                                                            |
| #880 | 2014年1月19日 14:00 | 柏エンゼルクロス （2勝4敗） | 3 - 2 (25-22) (17-25) (25-22) (16-25) (16-14) | PFUブルーキャッツ （5勝2敗） | 柏市中央体育館 観客数: 500人 主審: 服部篤史 副審: 赤川孝義 |
| #880 | 2014年1月19日 14:00 |                             |                                               |                              | 柏市中央体育館 観客数: 500人 主審: 服部篤史 副審: 赤川孝義 |

| #881 | 2014年1月19日 12:00 |                                     |                               |                             |                                                          |
| #881 | 2014年1月19日 12:00 | KUROBEアクアフェアリーズ （3勝3敗） | 3 - 0 (25-15) (25-19) (26-24) | JAぎふリオレーナ （1勝5敗） | 西彼総合体育館 観客数: 657人 主審: 寺田温子 副審: 辻純也 |
| #881 | 2014年1月19日 12:00 |                                     |                               |                             | 西彼総合体育館 観客数: 657人 主審: 寺田温子 副審: 辻純也 |

| #882 | 2014年1月19日 14:00 |                                   |                               |                                   |                                                            |
| #882 | 2014年1月19日 14:00 | 大野石油広島オイラーズ （4勝3敗） | 3 - 0 (25-16) (25-19) (25-15) | フォレストリーヴズ熊本 （2勝5敗） | 西彼総合体育館 観客数: 803人 主審: 川尻康行 副審: 藤嵜敏将 |
| #882 | 2014年1月19日 14:00 |                                   |                               |                                   | 西彼総合体育館 観客数: 803人 主審: 川尻康行 副審: 藤嵜敏将 |

#### 1月25日
| #883 | 2014年1月25日 13:00 |                              |                                       |                             |                                                                      |
| #883 | 2014年1月25日 13:00 | PFUブルーキャッツ （6勝2敗） | 3 - 1 (21-25) (25-21) (25-17) (25-15) | 仙台ベルフィーユ （3勝4敗） | 結城市かなくぼ総合体育館 観客数: 245人 主審: 新田浩幸 副審: 樫村雅美 |
| #883 | 2014年1月25日 13:00 |                              |                                       |                             | 結城市かなくぼ総合体育館 観客数: 245人 主審: 新田浩幸 副審: 樫村雅美 |

| #884 | 2014年1月25日 15:20 |                             |                                       |                                   |                                                                      |
| #884 | 2014年1月25日 15:20 | 柏エンゼルクロス （3勝4敗） | 3 - 1 (25-19) (26-24) (22-25) (25-18) | フォレストリーヴズ熊本 （2勝6敗） | 結城市かなくぼ総合体育館 観客数: 250人 主審: 松延亮一 副審: 笠倉雅弘 |
| #884 | 2014年1月25日 15:20 |                             |                                       |                                   | 結城市かなくぼ総合体育館 観客数: 250人 主審: 松延亮一 副審: 笠倉雅弘 |

| #885 | 2014年1月25日 14:00 |                                   |                       |                         |                                                            |
| #885 | 2014年1月25日 14:00 | 大野石油広島オイラーズ （5勝3敗） | 3 - 0 (25-17) (25-20) | GSSサンビームズ （7敗） | 猫田記念体育館 観客数: 660人 主審: 國頭亮太 副審: 須藤義宏 |
| #885 | 2014年1月25日 14:00 |                                   |                       |                         | 猫田記念体育館 観客数: 660人 主審: 國頭亮太 副審: 須藤義宏 |

#### 1月26日
| #886 | 2014年1月26日 12:00 |                                     |                                       |                             |                                                                      |
| #886 | 2014年1月26日 12:00 | KUROBEアクアフェアリーズ （4勝3敗） | 3 - 1 (25-22) (14-25) (25-23) (25-14) | 柏エンゼルクロス （3勝5敗） | 結城市かなくぼ総合体育館 観客数: 247人 主審: 新田浩幸 副審: 神林清松 |
| #886 | 2014年1月26日 12:00 |                                     |                                       |                             | 結城市かなくぼ総合体育館 観客数: 247人 主審: 新田浩幸 副審: 神林清松 |

| #887 | 2014年1月26日 14:20 |                             |                                       |                                   |                                                                      |
| #887 | 2014年1月26日 14:20 | 仙台ベルフィーユ （3勝5敗） | 1 - 3 (21-25) (25-23) (20-25) (18-25) | フォレストリーヴズ熊本 （3勝6敗） | 結城市かなくぼ総合体育館 観客数: 247人 主審: 松延亮一 副審: 笠倉雅弘 |
| #887 | 2014年1月26日 14:20 |                             |                                       |                                   | 結城市かなくぼ総合体育館 観客数: 247人 主審: 松延亮一 副審: 笠倉雅弘 |

| #888 | 2014年1月26日 12:00 |                             |                       |                         |                                                            |
| #888 | 2014年1月26日 12:00 | JAぎふリオレーナ （2勝5敗） | 3 - 0 (25-23) (25-15) | GSSサンビームズ （8敗） | 猫田記念体育館 観客数: 570人 主審: 國頭亮太 副審: 谷川哲也 |
| #888 | 2014年1月26日 12:00 |                             |                       |                         | 猫田記念体育館 観客数: 570人 主審: 國頭亮太 副審: 谷川哲也 |

| #889 | 2014年1月26日 14:00 |                                   |                               |                                     |                                                              |
| #889 | 2014年1月26日 14:00 | 大野石油広島オイラーズ （5勝4敗） | 0 - 3 (23-25) (18-25) (15-25) | デンソー・エアリービーズ （6勝1敗） | 猫田記念体育館 観客数: 1,060人 主審: 須藤義宏 副審: 荒谷和繁 |
| #889 | 2014年1月26日 14:00 |                                   |                               |                                     | 猫田記念体育館 観客数: 1,060人 主審: 須藤義宏 副審: 荒谷和繁 |

#### 2月1日
| #890 | 2014年2月1日 13:00 |                          |                               |                             |                                                                              |
| #890 | 2014年2月1日 13:00 | 上尾メディックス （8勝） | 3 - 0 (25-19) (25-21) (25-23) | 仙台ベルフィーユ （3勝6敗） | 新湊アイシン軽金属スポーツセンター 観客数: 850人 主審: 赤川孝義 副審: 黒地忍 |
| #890 | 2014年2月1日 13:00 |                          |                               |                             | 新湊アイシン軽金属スポーツセンター 観客数: 850人 主審: 赤川孝義 副審: 黒地忍 |

| #891 | 2014年2月1日 15:05 |                                     |                                       |                         |                                                                                  |
| #891 | 2014年2月1日 15:05 | KUROBEアクアフェアリーズ （5勝3敗） | 3 - 1 (25-19) (25-21) (20-25) (25-22) | GSSサンビームズ （9敗） | 新湊アイシン軽金属スポーツセンター 観客数: 1,100人 主審: 高野敦志 副審: 三見洋子 |
| #891 | 2014年2月1日 15:05 |                                     |                                       |                         | 新湊アイシン軽金属スポーツセンター 観客数: 1,100人 主審: 高野敦志 副審: 三見洋子 |

| #892 | 2014年2月1日 13:00 |                                     |                                       |                              |                                                                            |
| #892 | 2014年2月1日 13:00 | デンソー・エアリービーズ （7勝1敗） | 3 - 1 (25-11) (25-17) (22-25) (27-25) | PFUブルーキャッツ （6勝3敗） | ヒマラヤアリーナ（岐阜アリーナ） 観客数: 837人 主審: 中島俊昌 副審: 奥田誠 |
| #892 | 2014年2月1日 13:00 |                                     |                                       |                              | ヒマラヤアリーナ（岐阜アリーナ） 観客数: 837人 主審: 中島俊昌 副審: 奥田誠 |

| #893 | 2014年2月1日 15:40 |                             |                                       |                             |                                                                                |
| #893 | 2014年2月1日 15:40 | JAぎふリオレーナ （2勝6敗） | 1 - 3 (16-25) (25-19) (20-25) (24-26) | 柏エンゼルクロス （4勝5敗） | ヒマラヤアリーナ（岐阜アリーナ） 観客数: 1,146人 主審: 山条康弘 副審: 新海正和 |
| #893 | 2014年2月1日 15:40 |                             |                                       |                             | ヒマラヤアリーナ（岐阜アリーナ） 観客数: 1,146人 主審: 山条康弘 副審: 新海正和 |

#### 2月2日
| #894 | 2014年2月2日 12:00 |                                   |                                       |                             |                                                                              |
| #894 | 2014年2月2日 12:00 | 大野石油広島オイラーズ （5勝5敗） | 1 - 3 (18-25) (25-22) (25-21) (25-23) | 仙台ベルフィーユ （4勝6敗） | 新湊アイシン軽金属スポーツセンター 観客数: 850人 主審: 三見洋子 副審: 黒地忍 |
| #894 | 2014年2月2日 12:00 |                                   |                                       |                             | 新湊アイシン軽金属スポーツセンター 観客数: 850人 主審: 三見洋子 副審: 黒地忍 |

| #895 | 2014年2月2日 14:30 |                                     |                                       |                          |                                                                                   |
| #895 | 2014年2月2日 14:30 | KUROBEアクアフェアリーズ （5勝4敗） | 1 - 3 (17-25) (25-23) (21-25) (22-25) | 上尾メディックス （9勝） | 新湊アイシン軽金属スポーツセンター 観客数: 1,100人 主審: 高野淳志 副審: 赤川 孝義 |
| #895 | 2014年2月2日 14:30 |                                     |                                       |                          | 新湊アイシン軽金属スポーツセンター 観客数: 1,100人 主審: 高野淳志 副審: 赤川 孝義 |

| #896 | 2014年2月2日 13:00 |                             |                               |                                     |                                                                                |
| #896 | 2014年2月2日 13:00 | JAぎふリオレーナ （2勝7敗） | 0 - 3 (14-25) (15-25) (13-25) | デンソー・エアリービーズ （8勝1敗） | ヒマラヤアリーナ（岐阜アリーナ） 観客数: 1,510人 主審: 中島俊昌 副審: 山条康弘 |
| #896 | 2014年2月2日 13:00 |                             |                               |                                     | ヒマラヤアリーナ（岐阜アリーナ） 観客数: 1,510人 主審: 中島俊昌 副審: 山条康弘 |

### 2Leg

#### 2月8日
| #897 | 2014年2月8日 13:00 |                                   |                                       |                             |                                                                        |
| #897 | 2014年2月8日 13:00 | 大野石油広島オイラーズ （5勝6敗） | 1 - 3 (25-18) (19-25) (20-25) (18-25) | 柏エンゼルクロス （5勝5敗） | 江戸川区スポーツセンター 観客数: 310人 主審: 渡部菜保子 副審: 川崎尚子 |
| #897 | 2014年2月8日 13:00 |                                   |                                       |                             | 江戸川区スポーツセンター 観客数: 310人 主審: 渡部菜保子 副審: 川崎尚子 |

| #898 | 2014年2月8日 15:30 |                          |                               |                           |                                                                        |
| #898 | 2014年2月8日 15:30 | GSSサンビームズ （10敗） | 0 - 3 (14-25) (13-25) (15-25) | 上尾メディックス （10勝） | 江戸川区スポーツセンター 観客数: 320人 主審: 笠羽泰範 副審: 森山真理子 |
| #898 | 2014年2月8日 15:30 |                          |                               |                           | 江戸川区スポーツセンター 観客数: 320人 主審: 笠羽泰範 副審: 森山真理子 |

#### 2月9日
| #899 | 2014年2月9日 12:00 |                           |                                       |                              |                                                                        |
| #899 | 2014年2月9日 12:00 | 上尾メディックス （11勝） | 3 - 1 (23-25) (27-25) (25-20) (25-19) | PFUブルーキャッツ （6勝4敗） | 江戸川区スポーツセンター 観客数: 520人 主審: 渡部菜保子 副審: 笠羽泰範 |
| #899 | 2014年2月9日 12:00 |                           |                                       |                              | 江戸川区スポーツセンター 観客数: 520人 主審: 渡部菜保子 副審: 笠羽泰範 |

| #900 | 2014年2月9日 14:40 |                          |                               |                                   |                                                                      |
| #900 | 2014年2月9日 14:40 | GSSサンビームズ （勝敗） | 0 - 3 (23-25) (15-25) (24-26) | KUROBEアクアフェアリーズ （勝敗） | 江戸川区スポーツセンター 観客数: 410人 主審: 川崎尚子 副審: 江藤幸恵 |
| #900 | 2014年2月9日 14:40 |                          |                               |                                   | 江戸川区スポーツセンター 観客数: 410人 主審: 川崎尚子 副審: 江藤幸恵 |

#### 2月15日
この日は東日本で記録的な降雪があり、#901と#902の試合開始が予定より1時間繰り下げられた。
| #901 | 2014年2月15日 14:00 |                                     |                               |                          |                                                              |
| #901 | 2014年2月15日 14:00 | デンソー・エアリービーズ （9勝1敗） | 3 - 0 (25-11) (25-13) (25-15) | GSSサンビームズ （12敗） | 上尾市民体育館 観客数: 215人 主審: 佐々木伸子 副審: 串橋成二 |
| #901 | 2014年2月15日 14:00 |                                     |                               |                          | 上尾市民体育館 観客数: 215人 主審: 佐々木伸子 副審: 串橋成二 |

| #902 | 2014年2月15日 16:00 |                           |                       |                             |                                                          |
| #902 | 2014年2月15日 16:00 | 上尾メディックス （12勝） | 3 - 0 (25-20) (25-11) | JAぎふリオレーナ （2勝8敗） | 上尾市民体育館 観客数: 282人 主審: 中西幸治 副審: 飯島毅 |
| #902 | 2014年2月15日 16:00 |                           |                       |                             | 上尾市民体育館 観客数: 282人 主審: 中西幸治 副審: 飯島毅 |

| #903 | 2014年2月15日 13:00 |                             |                               |                                   |                                                                      |
| #903 | 2014年2月15日 13:00 | 柏エンゼルクロス （6勝5敗） | 3 - 0 (25-15) (25-23) (25-17) | フォレストリーヴズ熊本 （3勝7敗） | 松任総合運動公園体育館 観客数: 270人 主審: 紙井ひとみ 副審: 有乗正志 |
| #903 | 2014年2月15日 13:00 |                             |                               |                                   | 松任総合運動公園体育館 観客数: 270人 主審: 紙井ひとみ 副審: 有乗正志 |

| #904 | 2014年2月15日 15:05 |                              |                                       |                                     |                                                                  |
| #904 | 2014年2月15日 15:05 | PFUブルーキャッツ （7勝4敗） | 3 - 1 (26-24) (25-21) (24-26) (25-18) | KUROBEアクアフェアリーズ （6勝5敗） | 松任総合運動公園体育館 観客数: 501人 主審: 森口豊 副審: 荒井勇二 |
| #904 | 2014年2月15日 15:05 |                              |                                       |                                     | 松任総合運動公園体育館 観客数: 501人 主審: 森口豊 副審: 荒井勇二 |

#### 2月16日
| #905 | 2014年2月16日 12:00 |                             |                                       |                          |                                                            |
| #905 | 2014年2月16日 12:00 | JAぎふリオレーナ （3勝8敗） | 3 - 1 (25-22) (25-14) (18-25) (25-23) | GSSサンビームズ （13敗） | 上尾市民体育館 観客数: 429人 主審: 重竹雅行 副審: 串橋成二 |
| #905 | 2014年2月16日 12:00 |                             |                                       |                          | 上尾市民体育館 観客数: 429人 主審: 重竹雅行 副審: 串橋成二 |

| #906 | 2014年2月16日 14:30 |                           |                                       |                             |                                                              |
| #906 | 2014年2月16日 14:30 | 上尾メディックス （13勝） | 3 - 1 (25-17) (23-25) (25-19) (25-13) | 仙台ベルフィーユ （4勝7敗） | 上尾市民体育館 観客数: 825人 主審: 中西幸治 副審: 佐々木伸子 |
| #906 | 2014年2月16日 14:30 |                           |                                       |                             | 上尾市民体育館 観客数: 825人 主審: 中西幸治 副審: 佐々木伸子 |

| #907 | 2014年2月16日 12:00 |                                     |                               |                                   |                                                                      |
| #907 | 2014年2月16日 12:00 | KUROBEアクアフェアリーズ （7勝5敗） | 3 - 0 (25-22) (25-13) (25-21) | フォレストリーヴズ熊本 （3勝8敗） | 松任総合運動公園体育館 観客数: 175人 主審: 有乗正志 副審: 紙井ひとみ |
| #907 | 2014年2月16日 12:00 |                                     |                               |                                   | 松任総合運動公園体育館 観客数: 175人 主審: 有乗正志 副審: 紙井ひとみ |

| #908 | 2014年2月16日 14:15 |                              |                               |                             |                                                                  |
| #908 | 2014年2月16日 14:15 | PFUブルーキャッツ （8勝4敗） | 3 - 0 (25-18) (25-13) (25-11) | 柏エンゼルクロス （6勝6敗） | 松任総合運動公園体育館 観客数: 420人 主審: 森口豊 副審: 荒井勇二 |
| #908 | 2014年2月16日 14:15 |                              |                               |                             | 松任総合運動公園体育館 観客数: 420人 主審: 森口豊 副審: 荒井勇二 |

#### 2月22日
| #909 | 2014年2月22日 13:00 |                                   |                       |                          |                                                                  |
| #909 | 2014年2月22日 13:00 | フォレストリーヴズ熊本 （4勝8敗） | 3 - 0 (25-16) (25-19) | GSSサンビームズ （14敗） | 富谷スポーツセンター 観客数: 502人 主審: 早坂行博 副審: 佐々木功 |
| #909 | 2014年2月22日 13:00 |                                   |                       |                          | 富谷スポーツセンター 観客数: 502人 主審: 早坂行博 副審: 佐々木功 |

| #910 | 2014年2月22日 15:10 |                             |                               |                             |                                                                |
| #910 | 2014年2月22日 15:10 | 仙台ベルフィーユ （5勝7敗） | 3 - 0 (25-19) (25-18) (25-17) | 柏エンゼルクロス （6勝7敗） | 富谷スポーツセンター 観客数: 823人 主審: 伊藤薫 副審: 小瀧健二 |
| #910 | 2014年2月22日 15:10 |                             |                               |                             | 富谷スポーツセンター 観客数: 823人 主審: 伊藤薫 副審: 小瀧健二 |

| #911 | 2014年2月22日 13:00 |                                      |                       |                             |                                                            |
| #911 | 2014年2月22日 13:00 | デンソー・エアリービーズ （10勝1敗） | 3 - 0 (25-16) (25-12) | JAぎふリオレーナ （3勝9敗） | 猫田記念体育館 観客数: 600人 主審: 横山寿一 副審: 前川清隆 |
| #911 | 2014年2月22日 13:00 |                                      |                       |                             | 猫田記念体育館 観客数: 600人 主審: 横山寿一 副審: 前川清隆 |

| #912 | 2014年2月22日 15:00 |                                   |                                       |                              |                                                            |
| #912 | 2014年2月22日 15:00 | 大野石油広島オイラーズ （5勝7敗） | 1 - 3 (25-22) (23-25) (25-27) (10-25) | PFUブルーキャッツ （9勝4敗） | 猫田記念体育館 観客数: 780人 主審: 吉岡奈々 副審: 佐伯昌昭 |
| #912 | 2014年2月22日 15:00 |                                   |                                       |                              | 猫田記念体育館 観客数: 780人 主審: 吉岡奈々 副審: 佐伯昌昭 |

#### 2月23日
| #913 | 2014年2月23日 12:00 |                           |                               |                                     |                                                                  |
| #913 | 2014年2月23日 12:00 | 上尾メディックス （14勝） | 3 - 0 (25-17) (25-16) (25-20) | KUROBEアクアフェアリーズ （7勝6敗） | 富谷スポーツセンター 観客数: 603人 主審: 早坂行博 副審: 佐々木功 |
| #913 | 2014年2月23日 12:00 |                           |                               |                                     | 富谷スポーツセンター 観客数: 603人 主審: 早坂行博 副審: 佐々木功 |

| #914 | 2014年2月23日 14:10 |                             |                               |                          |                                                                  |
| #914 | 2014年2月23日 14:10 | 仙台ベルフィーユ （6勝7敗） | 3 - 0 (25-20) (25-22) (25-16) | GSSサンビームズ （15敗） | 富谷スポーツセンター 観客数: 1,003人 主審: 小瀧健二 副審: 伊藤薫 |
| #914 | 2014年2月23日 14:10 |                             |                               |                          | 富谷スポーツセンター 観客数: 1,003人 主審: 小瀧健二 副審: 伊藤薫 |

| #915 | 2014年2月23日 12:00 |                                      |                               |                              |                                                            |
| #915 | 2014年2月23日 12:00 | デンソー・エアリービーズ （11勝1敗） | 3 - 1 (18-25) (25-19) (25-10) | PFUブルーキャッツ （9勝5敗） | 猫田記念体育館 観客数: 600人 主審: 前川清隆 副審: 横山寿一 |
| #915 | 2014年2月23日 12:00 |                                      |                               |                              | 猫田記念体育館 観客数: 600人 主審: 前川清隆 副審: 横山寿一 |

| #916 | 2014年2月23日 14:25 |                                   |                                       |                             |                                                            |
| #916 | 2014年2月23日 14:25 | 大野石油広島オイラーズ （5勝8敗） | 2 - 3 (29-27) (25-22) (22-25) (19-21) | JAぎふリオレーナ （4勝9敗） | 猫田記念体育館 観客数: 800人 主審: 佐伯昌弘 副審: 吉岡奈々 |
| #916 | 2014年2月23日 14:25 |                                   |                                       |                             | 猫田記念体育館 観客数: 800人 主審: 佐伯昌弘 副審: 吉岡奈々 |

#### 3月1日
| #917 | 2014年3月1日 13:00 |                                     |                       |                             |                                                                              |
| #917 | 2014年3月1日 13:00 | KUROBEアクアフェアリーズ （8勝5敗） | 3 - 0 (25-16) (25-22) | 柏エンゼルクロス （6勝8敗） | 美濃加茂市中央体育館プラザちゅうたい 観客数: 539人 主審: 大下孝 副審: 奥田誠 |
| #917 | 2014年3月1日 13:00 |                                     |                       |                             | 美濃加茂市中央体育館プラザちゅうたい 観客数: 539人 主審: 大下孝 副審: 奥田誠 |

| #918 | 2014年3月1日 15:00 |                              |                               |                               |                                                                                    |
| #918 | 2014年3月1日 15:00 | JAぎふリオレーナ （4勝10敗） | 0 - 3 (12-25) (17-25) (10-25) | PFUブルーキャッツ （10勝5敗） | 美濃加茂市中央体育館プラザちゅうたい 観客数: 767人 主審: 浅見靖人 副審: 上土谷政高 |
| #918 | 2014年3月1日 15:00 |                              |                               |                               | 美濃加茂市中央体育館プラザちゅうたい 観客数: 767人 主審: 浅見靖人 副審: 上土谷政高 |

#### 3月2日
| #919 | 2014年3月2日 13:00 |                                      |                       |                                   |                                                                                  |
| #919 | 2014年3月2日 13:00 | デンソー・エアリービーズ （12勝1敗） | 3 - 0 (25-17) (25-18) | フォレストリーヴズ熊本 （4勝9敗） | 美濃加茂市中央体育館プラザちゅうたい 観客数: 715人 主審: 上土谷政高 副審: 奥田誠 |
| #919 | 2014年3月2日 13:00 |                                      |                       |                                   | 美濃加茂市中央体育館プラザちゅうたい 観客数: 715人 主審: 上土谷政高 副審: 奥田誠 |

| #920 | 2014年3月2日 15:00 |                              |                                              |                                     |                                                                                |
| #920 | 2014年3月2日 15:00 | JAぎふリオレーナ （4勝11敗） | 2 - 3 (25-16) (12-25) (25-21) (18-25) (8-15) | KUROBEアクアフェアリーズ （9勝6敗） | 美濃加茂市中央体育館プラザちゅうたい 観客数: 943人 主審: 大下孝 副審: 浅見靖人 |
| #920 | 2014年3月2日 15:00 |                              |                                              |                                     | 美濃加茂市中央体育館プラザちゅうたい 観客数: 943人 主審: 大下孝 副審: 浅見靖人 |

#### 3月8日
| #921 | 2014年3月8日 13:00 |                                   |                               |                          |                                                                                  |
| #921 | 2014年3月8日 13:00 | 大野石油広島オイラーズ （6勝8敗） | 3 - 0 (25-16) (25-10) (25-13) | GSSサンビームズ （16敗） | 若柳総合体育館（アスパルわかやなぎ） 観客数: 800人 主審: 早坂行博 副審: 佐々木功 |
| #921 | 2014年3月8日 13:00 |                                   |                               |                          | 若柳総合体育館（アスパルわかやなぎ） 観客数: 800人 主審: 早坂行博 副審: 佐々木功 |

| #922 | 2014年3月8日 15:10 |                             |                               |                                      |                                                                                    |
| #922 | 2014年3月8日 15:10 | 仙台ベルフィーユ （6勝8敗） | 0 - 3 (21-25) (20-25) (23-25) | デンソー・エアリービーズ （13勝1敗） | 若柳総合体育館（アスパルわかやなぎ） 観客数: 1,146人 主審: 笠羽泰範 副審: 川崎尚子 |
| #922 | 2014年3月8日 15:10 |                             |                               |                                      | 若柳総合体育館（アスパルわかやなぎ） 観客数: 1,146人 主審: 笠羽泰範 副審: 川崎尚子 |

| #923 | 2014年3月8日 13:00 |                              |                                       |                             |                                                          |
| #923 | 2014年3月8日 13:00 | JAぎふリオレーナ （5勝11敗） | 3 - 1 (25-18) (23-25) (25-17) (25-22) | 柏エンゼルクロス （6勝9敗） | 南大分体育館 観客数: 780人 主審: 須藤義宏 副審: 平田敬基 |
| #923 | 2014年3月8日 13:00 |                              |                                       |                             | 南大分体育館 観客数: 780人 主審: 須藤義宏 副審: 平田敬基 |

| #924 | 2014年3月8日 15:25 |                                    |                               |                           |                                                          |
| #924 | 2014年3月8日 15:25 | フォレストリーヴズ熊本 （4勝10敗） | 0 - 3 (15-25) (19-25) (11-25) | 上尾メディックス （15勝） | 南大分体育館 観客数: 822人 主審: 川尻康行 副審: 寺田温子 |
| #924 | 2014年3月8日 15:25 |                                    |                               |                           | 南大分体育館 観客数: 822人 主審: 川尻康行 副審: 寺田温子 |

#### 3月9日
| #925 | 2014年3月9日 12:00 |                               |                               |                          |                                                                                  |
| #925 | 2014年3月9日 12:00 | PFUブルーキャッツ （11勝5敗） | 3 - 0 (25-12) (25-11) (25-12) | GSSサンビームズ （17敗） | 若柳総合体育館（アスパルわかやなぎ） 観客数: 609人 主審: 早坂行博 副審: 佐々木功 |
| #925 | 2014年3月9日 12:00 |                               |                               |                          | 若柳総合体育館（アスパルわかやなぎ） 観客数: 609人 主審: 早坂行博 副審: 佐々木功 |

| #926 | 2014年3月9日 14:00 |                             |                                       |                                      |                                                                                  |
| #926 | 2014年3月9日 14:00 | 仙台ベルフィーユ （6勝9敗） | 1 - 3 (18-25) (29-31) (25-21) (21-25) | KUROBEアクアフェアリーズ （10勝6敗） | 若柳総合体育館（アスパルわかやなぎ） 観客数: 902人 主審: 川崎尚子 副審: 笠羽泰範 |
| #926 | 2014年3月9日 14:00 |                             |                                       |                                      | 若柳総合体育館（アスパルわかやなぎ） 観客数: 902人 主審: 川崎尚子 副審: 笠羽泰範 |

| #927 | 2014年3月9日 12:00 |                           |                                       |                              |                                                          |
| #927 | 2014年3月9日 12:00 | 上尾メディックス （16勝） | 3 - 1 (25-18) (24-26) (25-22) (25-16) | 柏エンゼルクロス （6勝10敗） | 南大分体育館 観客数: 596人 主審: 寺田温子 副審: 須藤義宏 |
| #927 | 2014年3月9日 12:00 |                           |                                       |                              | 南大分体育館 観客数: 596人 主審: 寺田温子 副審: 須藤義宏 |

| #928 | 2014年3月9日 14:25 |                                    |                               |                              |                                                          |
| #928 | 2014年3月9日 14:25 | フォレストリーヴズ熊本 （4勝11敗） | 1 - 3 (23-25) (25-14) (29-31) | JAぎふリオレーナ （6勝11敗） | 南大分体育館 観客数: 673人 主審: 川尻康行 副審: 平田敬基 |
| #928 | 2014年3月9日 14:25 |                                    |                               |                              | 南大分体育館 観客数: 673人 主審: 川尻康行 副審: 平田敬基 |

#### 3月15日
| #929 | 2014年3月15日 13:00 |                                   |                               |                                    |                                                                      |
| #929 | 2014年3月15日 13:00 | 大野石油広島オイラーズ （7勝8敗） | 3 - 0 (25-17) (25-15) (25-21) | フォレストリーヴズ熊本 （4勝12敗） | 岡崎中央総合公園総合体育館 観客数: 510人 主審: 柘植知則 副審: 大下孝 |
| #929 | 2014年3月15日 13:00 |                                   |                               |                                    | 岡崎中央総合公園総合体育館 観客数: 510人 主審: 柘植知則 副審: 大下孝 |

| #930 | 2014年3月15日 15:00 |                                      |                       |                              |                                                                        |
| #930 | 2014年3月15日 15:00 | デンソー・エアリービーズ （14勝1敗） | 3 - 0 (25-19) (25-16) | 柏エンゼルクロス （6勝11敗） | 岡崎中央総合公園総合体育館 観客数: 940人 主審: 佐々木伸子 副審: 城智人 |
| #930 | 2014年3月15日 15:00 |                                      |                       |                              | 岡崎中央総合公園総合体育館 観客数: 940人 主審: 佐々木伸子 副審: 城智人 |

#### 3月16日
| #931 | 2014年3月16日 12:00 |                              |                                               |                                    |                                                                      |
| #931 | 2014年3月16日 12:00 | 仙台ベルフィーユ （6勝10敗） | 2 - 3 (25-21) (16-25) (25-15) (23-25) (12-15) | フォレストリーヴズ熊本 （5勝12敗） | 岡崎中央総合公園総合体育館 観客数: 480人 主審: 大下孝 副審: 柘植知則 |
| #931 | 2014年3月16日 12:00 |                              |                                               |                                    | 岡崎中央総合公園総合体育館 観客数: 480人 主審: 大下孝 副審: 柘植知則 |

| #932 | 2014年3月16日 14:40 |                                      |                       |                                   |                                                                        |
| #932 | 2014年3月16日 14:40 | デンソー・エアリービーズ （15勝1敗） | 3 - 0 (25-18) (25-19) | 大野石油広島オイラーズ （7勝9敗） | 岡崎中央総合公園総合体育館 観客数: 920人 主審: 城智人 副審: 佐々木伸子 |
| #932 | 2014年3月16日 14:40 |                                      |                       |                                   | 岡崎中央総合公園総合体育館 観客数: 920人 主審: 城智人 副審: 佐々木伸子 |

#### 3月22日
| #933 | 2014年3月22日 13:00 |                               |                               |                              |                                                                                  |
| #933 | 2014年3月22日 13:00 | PFUブルーキャッツ （12勝5敗） | 3 - 0 (25-21) (25-18) (25-20) | 仙台ベルフィーユ （6勝11敗） | ひたちなか市総合運動公園総合体育館 観客数: 350人 主審: 渡部奈保子 副審: 新田浩幸 |
| #933 | 2014年3月22日 13:00 |                               |                               |                              | ひたちなか市総合運動公園総合体育館 観客数: 350人 主審: 渡部奈保子 副審: 新田浩幸 |

| #934 | 2014年3月22日 15:00 |                              |                               |                          |                                                                                |
| #934 | 2014年3月22日 15:00 | 柏エンゼルクロス （7勝11敗） | 3 - 0 (25-22) (25-11) (25-16) | GSSサンビームズ （18敗） | ひたちなか市総合運動公園総合体育館 観客数: 320人 主審: 松延亮一 副審: 小瀧健二 |
| #934 | 2014年3月22日 15:00 |                              |                               |                          | ひたちなか市総合運動公園総合体育館 観客数: 320人 主審: 松延亮一 副審: 小瀧健二 |

| #935 | 2014年3月22日 13:00 |                           |                                              |                                    |                                                                  |
| #935 | 2014年3月22日 13:00 | 上尾メディックス （17勝） | 3 - 2 (19-25) (29-31) (25-16) (25-15) (15-9) | 大野石油広島オイラーズ （7勝10敗） | 黒部市総合体育センター 観客数: 810人 主審: 森口豊 副審: 波塚彰優 |
| #935 | 2014年3月22日 13:00 |                           |                                              |                                    | 黒部市総合体育センター 観客数: 810人 主審: 森口豊 副審: 波塚彰優 |

| #936 | 2014年3月22日 16:00 |                                      |                               |                                      |                                                                        |
| #936 | 2014年3月22日 16:00 | KUROBEアクアフェアリーズ （10勝7敗） | 0 - 3 (13-25) (17-25) (10-25) | デンソー・エアリービーズ （16勝1敗） | 黒部市総合体育センター 観客数: 1,000人 主審: 紙井ひとみ 副審: 赤川孝義 |
| #936 | 2014年3月22日 16:00 |                                      |                               |                                      | 黒部市総合体育センター 観客数: 1,000人 主審: 紙井ひとみ 副審: 赤川孝義 |

#### 3月23日
| #937 | 2014年3月23日 12:00 |                               |                               |                                    |                                                                                |
| #937 | 2014年3月23日 12:00 | PFUブルーキャッツ （13勝5敗） | 3 - 0 (25-15) (25-17) (25-16) | フォレストリーヴズ熊本 （5勝13敗） | ひたちなか市総合運動公園総合体育館 観客数: 332人 主審: 小瀧健二 副審: 松延亮一 |
| #937 | 2014年3月23日 12:00 |                               |                               |                                    | ひたちなか市総合運動公園総合体育館 観客数: 332人 主審: 小瀧健二 副審: 松延亮一 |

| #938 | 2014年3月23日 14:00 |                              |                                       |                              |                                                                                  |
| #938 | 2014年3月23日 14:00 | JAぎふリオレーナ （6勝12敗） | 1 - 3 (15-25) (25-23) (21-25) (20-25) | 仙台ベルフィーユ （7勝11敗） | ひたちなか市総合運動公園総合体育館 観客数: 315人 主審: 新田浩幸 副審: 渡部菜保子 |
| #938 | 2014年3月23日 14:00 |                              |                                       |                              | ひたちなか市総合運動公園総合体育館 観客数: 315人 主審: 新田浩幸 副審: 渡部菜保子 |

| #939 | 2014年3月23日 12:00 |                                      |                       |                              |                                                                      |
| #939 | 2014年3月23日 12:00 | デンソー・エアリービーズ （17勝1敗） | 3 - 0 (25-17) (25-21) | 上尾メディックス （17勝1敗） | 黒部市総合体育センター 観客数: 1,050人 主審: 森口豊 副審: 紙井ひとみ |
| #939 | 2014年3月23日 12:00 |                                      |                       |                              | 黒部市総合体育センター 観客数: 1,050人 主審: 森口豊 副審: 紙井ひとみ |

| #940 | 2014年3月23日 14:15 |                                      |                                       |                                    |                                                                      |
| #940 | 2014年3月23日 14:15 | KUROBEアクアフェアリーズ （10勝8敗） | 1 - 3 (25-21) (20-25) (15-25) (22-25) | 大野石油広島オイラーズ （8勝10敗） | 黒部市総合体育センター 観客数: 1,300人 主審: 赤川孝義 副審: 波塚彰優 |
| #940 | 2014年3月23日 14:15 |                                      |                                       |                                    | 黒部市総合体育センター 観客数: 1,300人 主審: 赤川孝義 副審: 波塚彰優 |

### 最終順位
| 順位   | チーム名                 | 試合数 | 勝数 | 敗数 | 勝率  | セット率 | 備考                  |
| ------ | ------------------------ | ------ | ---- | ---- | ----- | -------- | --------------------- |
| 優勝   | デンソー・エアリービーズ | 18     | 17   | 1    | 0.944 | 10.200   | V・チャレンジマッチへ |
| 準優勝 | 上尾メディックス         | 18     | 17   | 1    | 0.944 | 4.636    | V・チャレンジマッチへ |
| 3      | PFUブルーキャッツ        | 18     | 13   | 5    | 0.722 |          |                       |
| 4      | KUROBEアクアフェアリーズ | 18     | 10   | 8    | 0.556 |          |                       |
| 5      | 大野石油広島オイラーズ   | 18     | 8    | 10   | 0.444 |          |                       |
| 6      | 仙台ベルフィーユ         | 18     | 7    | 11   | 0.389 | 0.784    |                       |
| 7      | 柏エンゼルクロス         | 18     | 7    | 11   | 0.389 | 0.718    |                       |
| 8      | JAぎふリオレーナ         | 18     | 6    | 12   | 0.333 |          |                       |
| 9      | フォレストリーヴズ熊本   | 18     | 5    | 13   | 0.278 |          |                       |
| 10     | GSSサンビームズ          | 18     | 0    | 18   | 0.000 |          |                       |

### 個人賞
| No. | 賞名             | 受賞者               | 所属チーム       | 備考                |
| --- | ---------------- | -------------------- | ---------------- | ------------------- |
| 1   | 優勝監督賞       | 辻健志               | デンソー         |                     |
| 2   | 最高殊勲選手賞   | 井上香織             | デンソー         |                     |
| 3   | 敢闘賞           | ナンシー・メットカフ | 上尾             |                     |
| 4   | 最優秀新人賞     | 彌永衣利             | PFU              |                     |
| 5   | 得点王           | ナンシー・メットカフ | 上尾メディックス | 総得点=432点        |
| 6   | スパイク賞       | ジェニファー・ドリス | PFU              | 決定率=51.7%        |
| 7   | ブロック賞       | ジェニファー・ドリス | PFU              | 決定本数=1.06本/set |
| 8   | サーブ賞         | 重松史乃             | GSS              | 効果率=19.7%        |
| 9   | サーブレシーブ賞 | 関舞                 | 上尾             | 成功率=72.0%        |

### 入れ替え

#### V・チャレンジマッチ

##### 4月5日
| #951 | 2014年4月5日 |                                                  |       |                                                  |  |
| #951 | 2014年4月5日 | デンソー・エアリービーズ （チャレンジリーグ1位） | 3 - 0 | パイオニアレッドウィングス （プレミアリーグ8位） |  |
| #951 | 2014年4月5日 |                                                  |       |                                                  |  |

| #952 | 2014年4月5日 |                                          |       |                                      |  |
| #952 | 2014年4月5日 | 上尾メディックス （チャレンジリーグ2位） | 3 - 2 | JTマーヴェラス （プレミアリーグ7位） |  |
| #952 | 2014年4月5日 |                                          |       |                                      |  |

##### 4月6日
| #953 | 2014年4月6日 |                                                  |       |                                                  |  |
| #953 | 2014年4月6日 | デンソー・エアリービーズ （チャレンジリーグ1位） | 3 - 0 | パイオニアレッドウィングス （プレミアリーグ8位） |  |
| #953 | 2014年4月6日 |                                                  |       |                                                  |  |

| #954 | 2014年4月6日 |                                          |       |                                      |  |
| #954 | 2014年4月6日 | 上尾メディックス （チャレンジリーグ2位） | 3 - 1 | JTマーヴェラス （プレミアリーグ7位） |  |
| #954 | 2014年4月6日 |                                          |       |                                      |  |

この結果、デンソー・エアリービーズ・上尾メディックスのプレミアリーグ昇格が決定。
V・チャレンジマッチ試合結果の詳細については、バレーボール2013/14Vプレミアリーグを参照のこと。

#### チャレンジリーグへの不参加
V・チャレンジマッチの結果、チャレンジリーグへの降格が決まっていたパイオニアレッドウィングスが廃部になることによりチャレンジリーグへの不参加が決定。

#### 地域リーグからの昇格
地域リーグからVリーグ準加盟チームだったトヨタ自動車ヴァルキューレの昇格が決定。